# Kia Ceed
Kia cee’d – samochód osobowy klasy kompaktowej produkowany pod południowokoreańską marką Kia w latach 2006–2018 oraz jako Kia Ceed od 2018 roku. Od 2018 roku produkowana jest trzecia generacja modelu.

## Pierwsza generacja

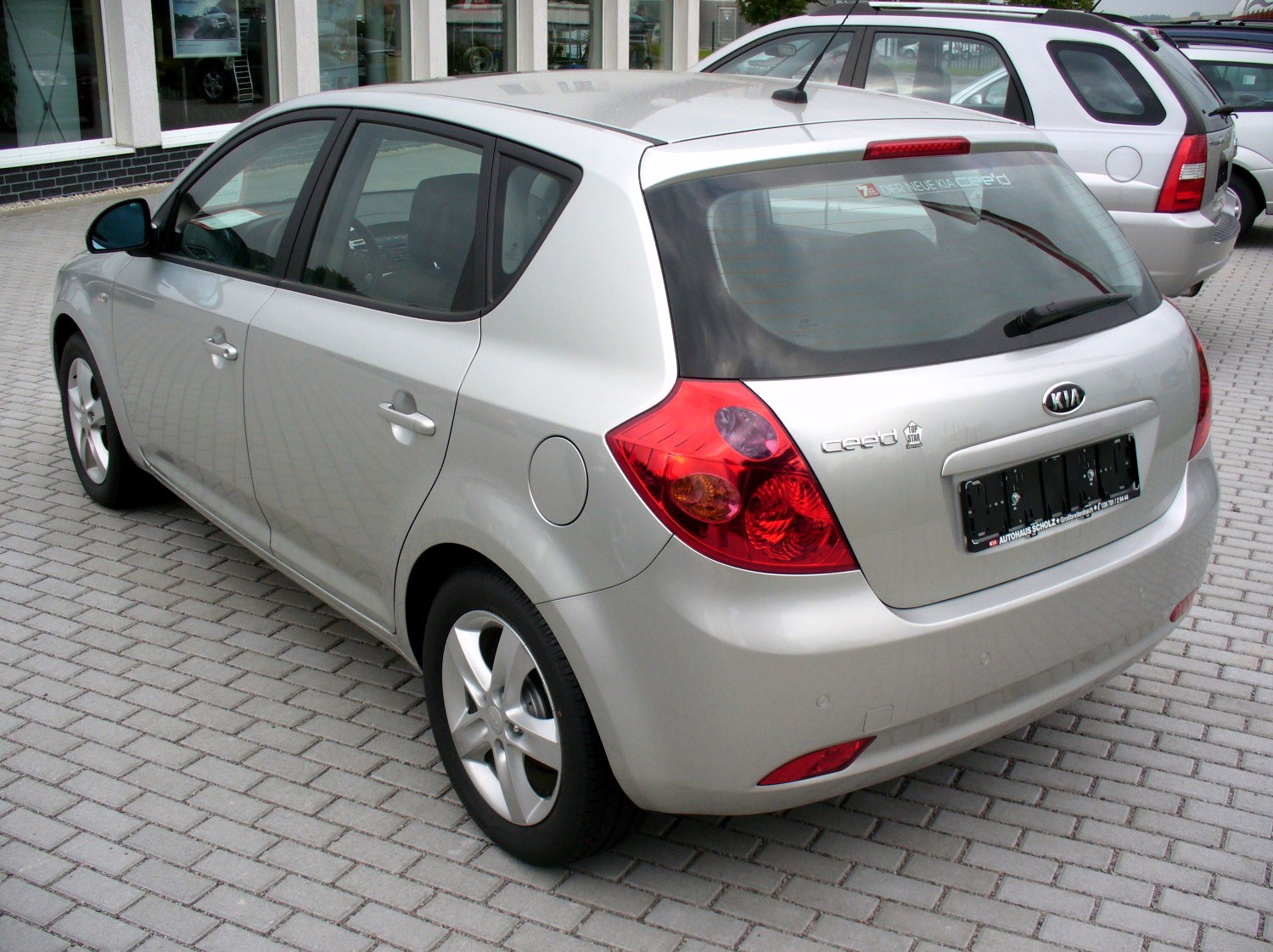
Kia cee’d I – tył

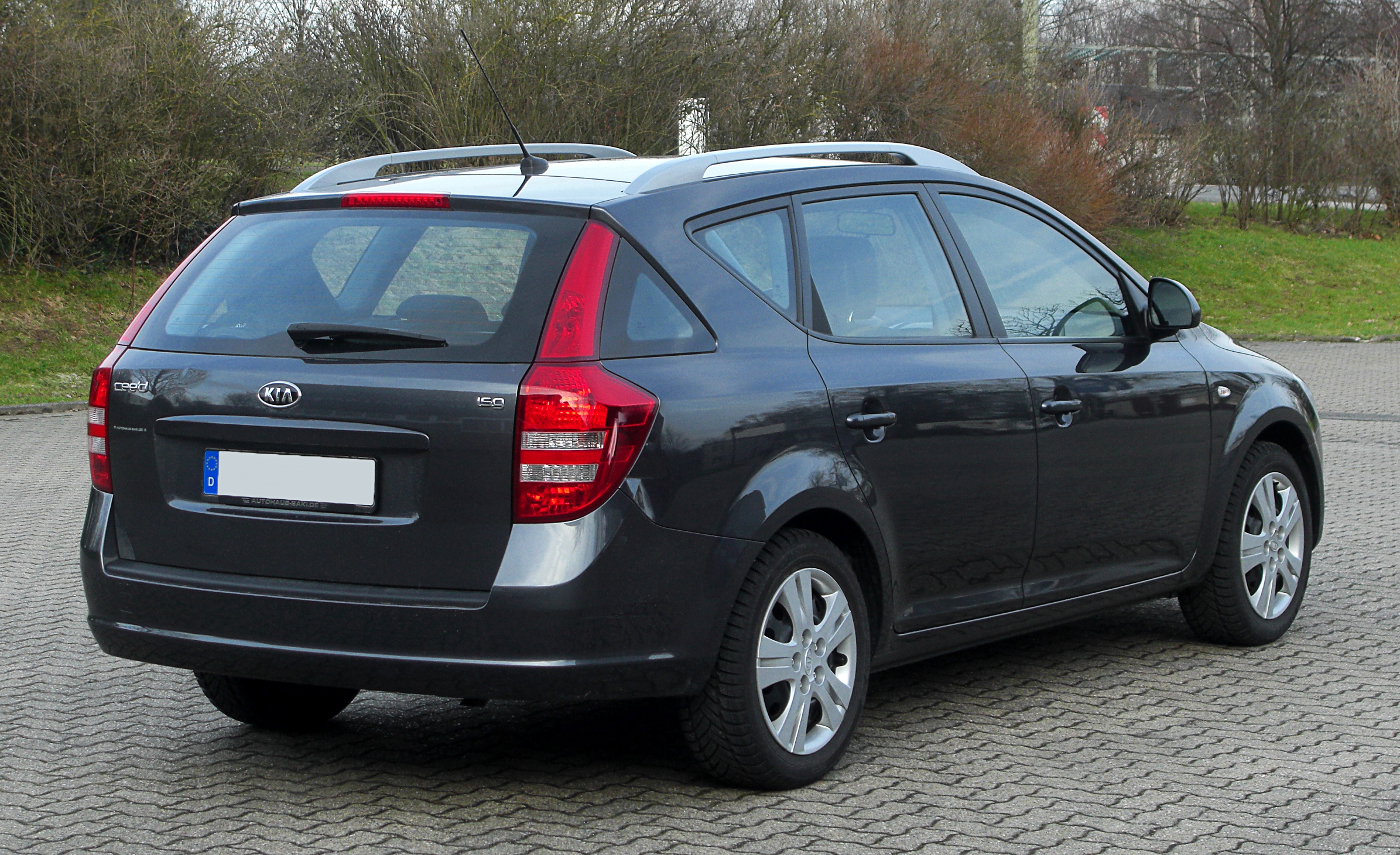
Kia cee’d_sw I

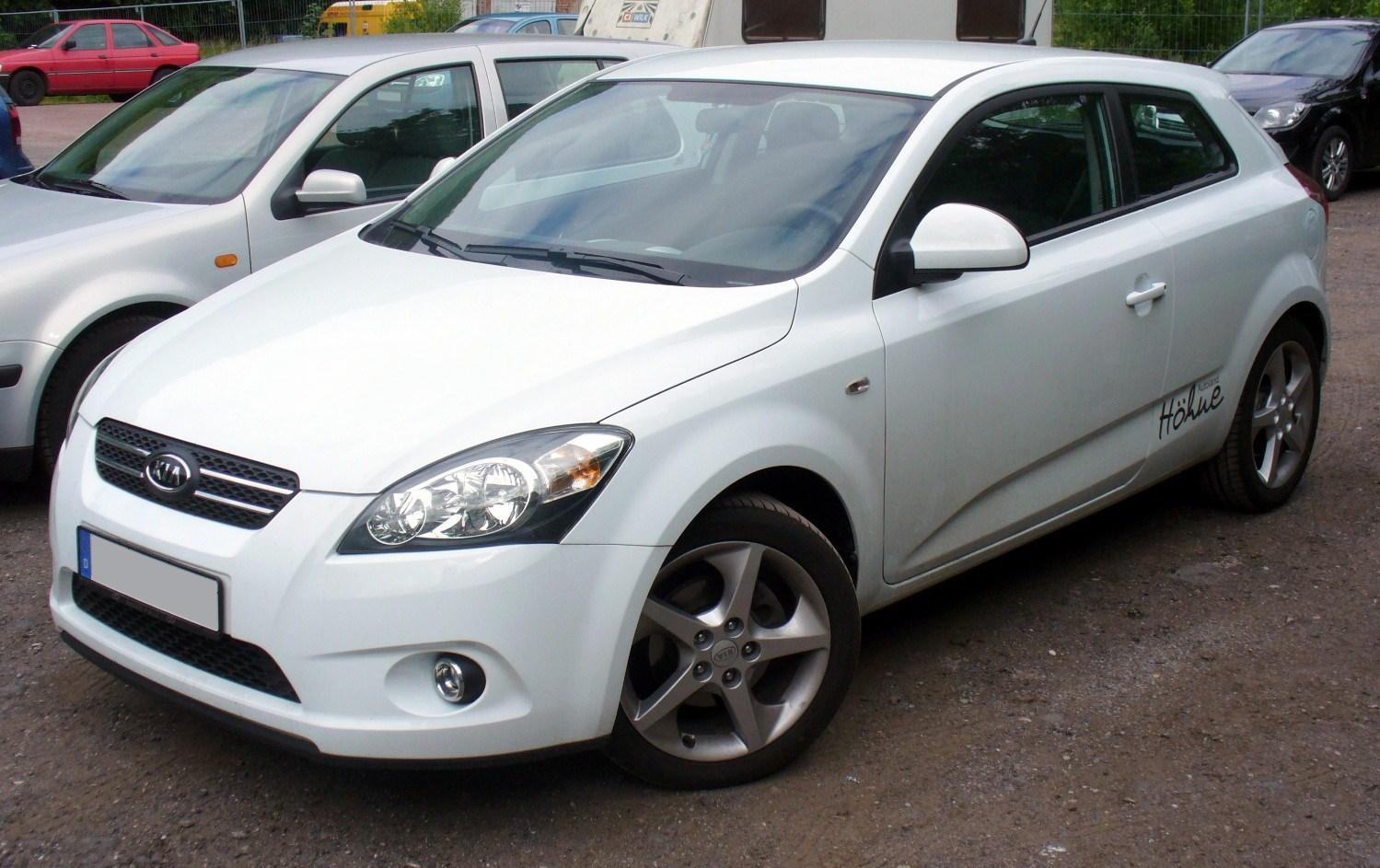
Kia pro_cee’d I

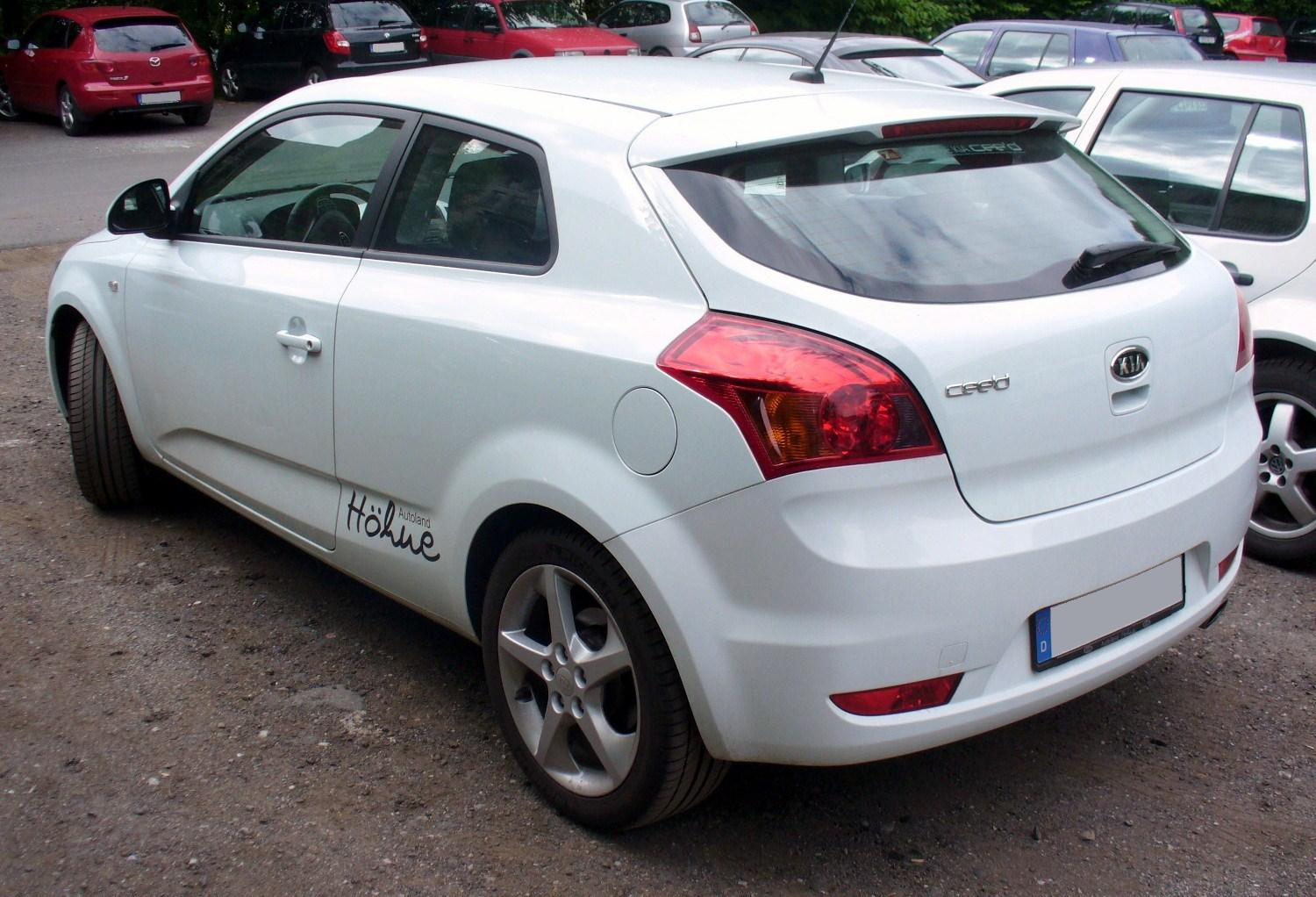
Kia pro_cee’d I – tył

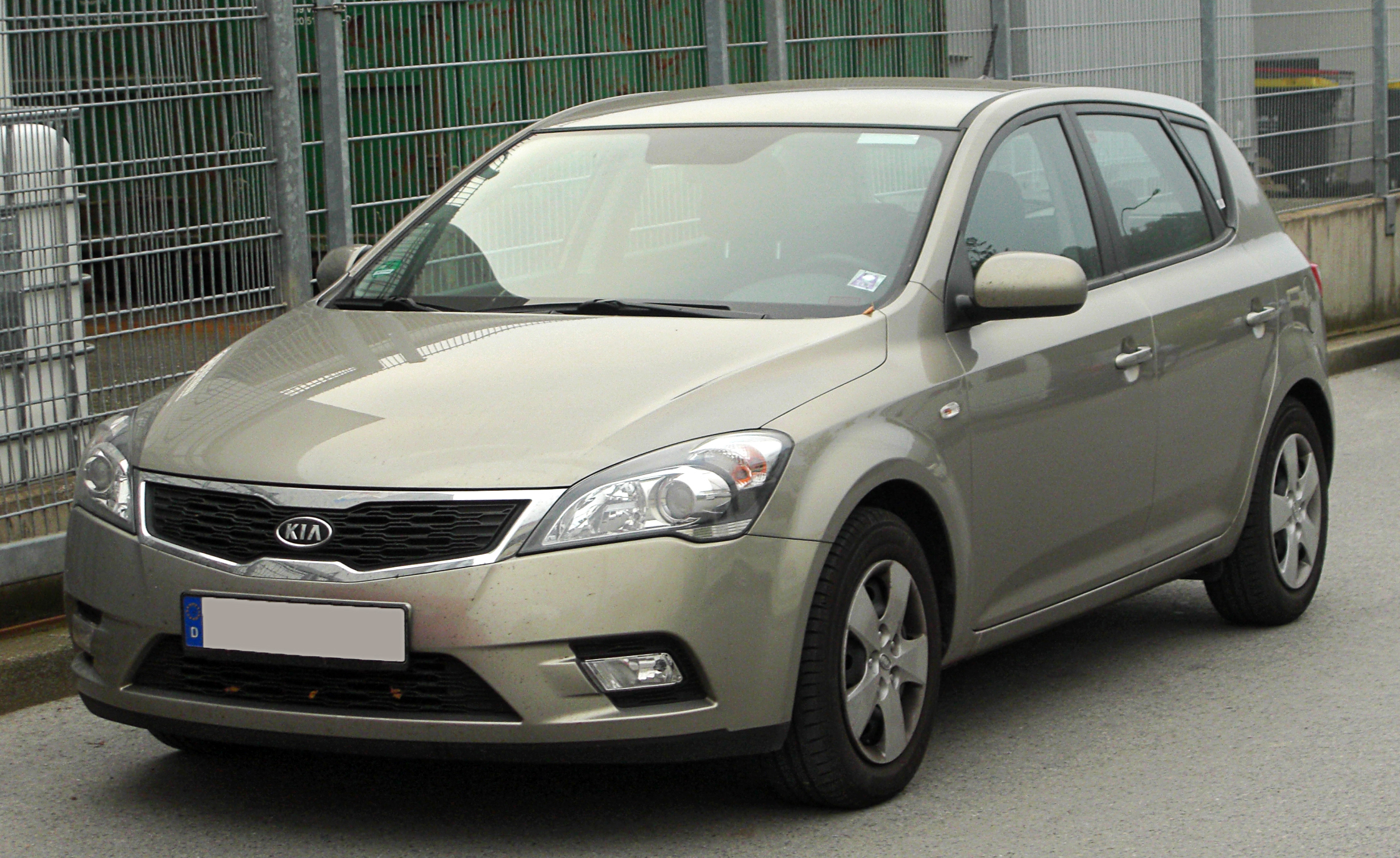
Kia cee’d I po liftingu

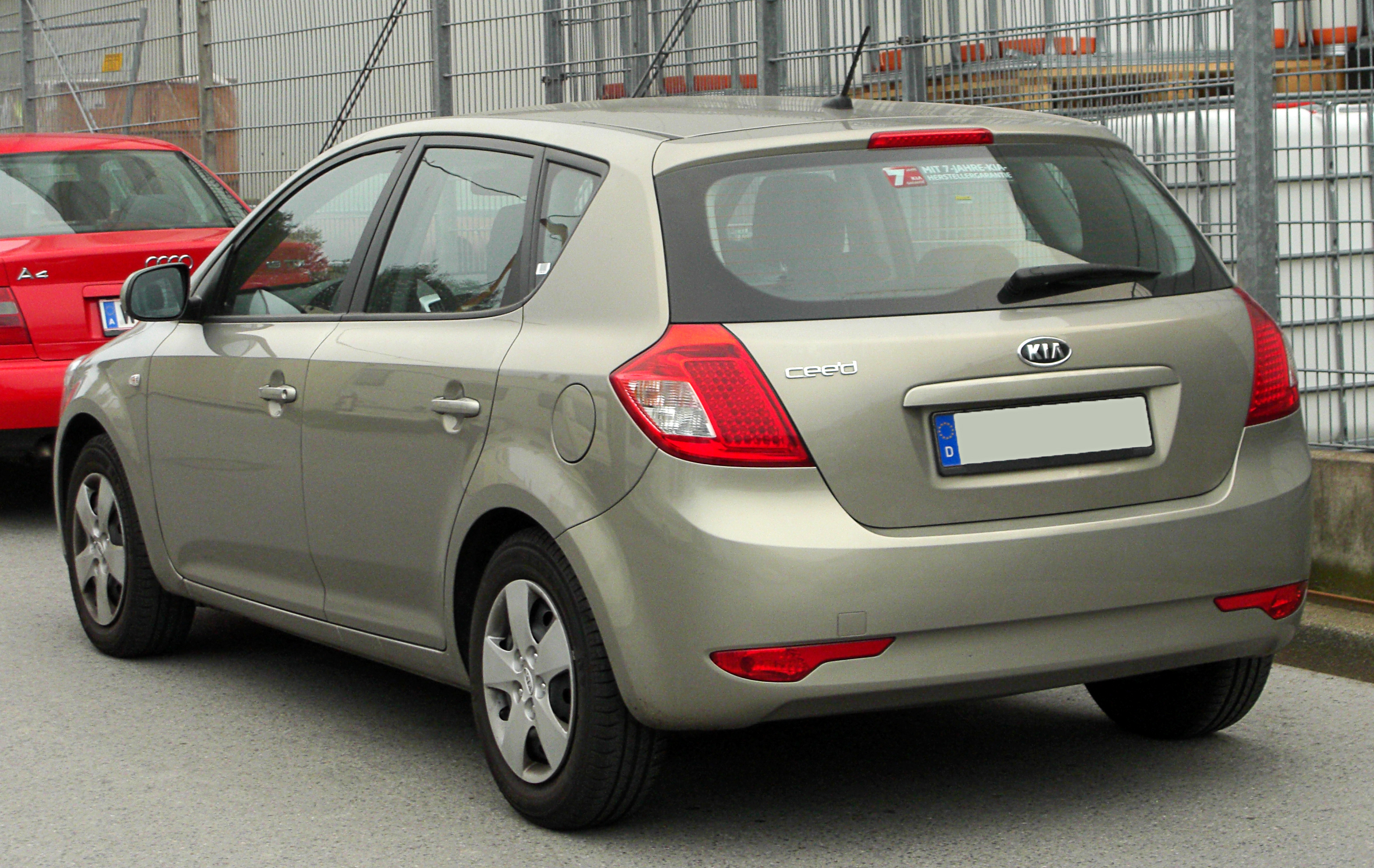
Kia cee’d I – tył po liftingu

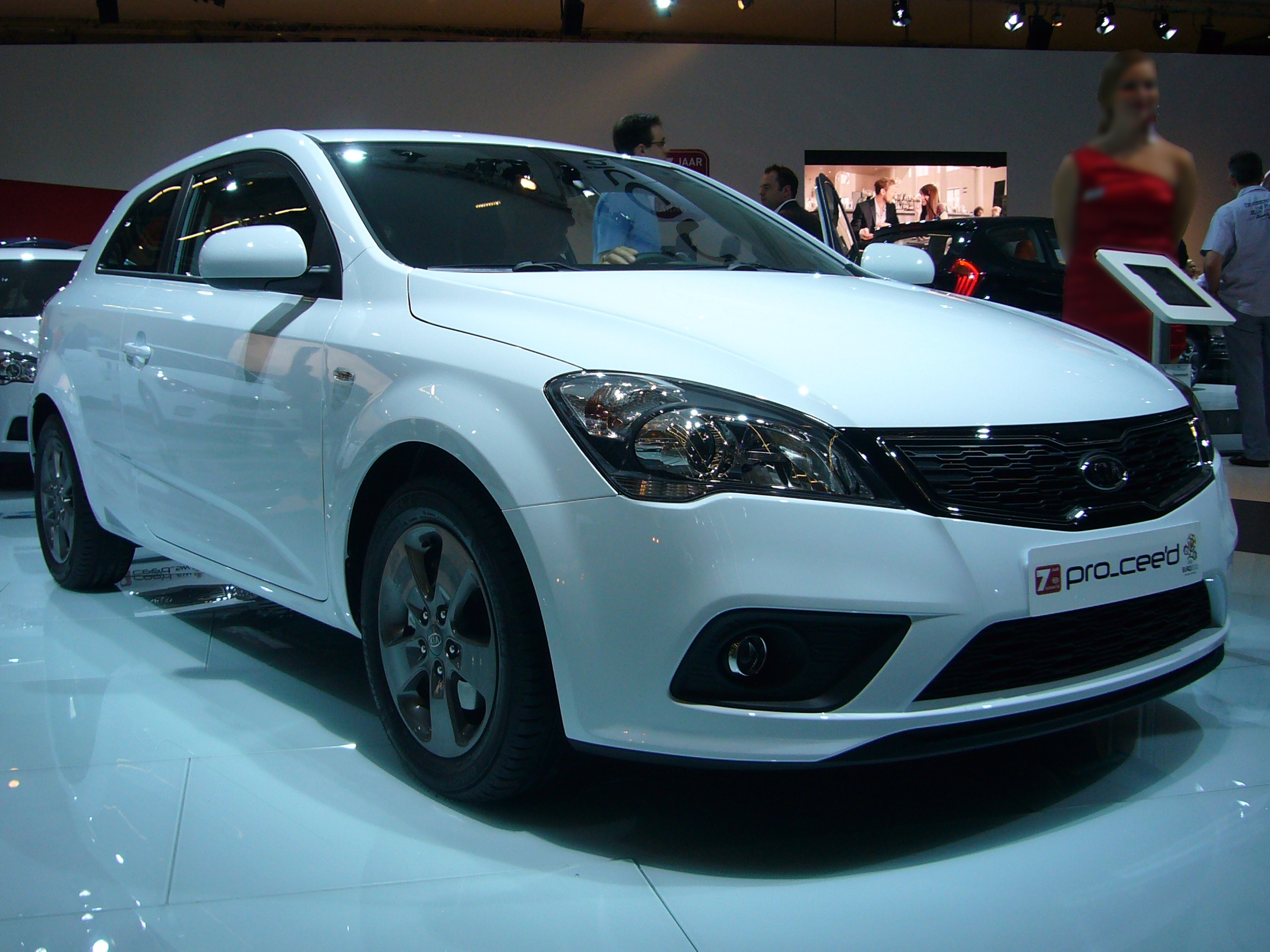
Kia pro_cee’d I po liftingu

Kia cee’d I została zaprezentowana po raz pierwszy w 2006 roku.
Studyjną zapowiedzią pierwszego samochodu Kii zbudowanego specjalnie o określonym rynku samochodowym była Kia cee’d Concept przedstawiona w marcu 2006 roku podczas Geneva Motor Show.
Koncepcję prototypu odtworzono w bardziej konwencjonalnej formie niespełna pół roku później, prezentując produkcyjny model pod taką samą nazwą. Pojazd został zaprojektowany w europejskim centrum rozwojowym Kii w niemieckim Rüsselsheim am Main, co miało na celu jak najlepiej dostosować pojazd do uwarunkowań i potrzeb rynku europejskiego. Nazwa cee’d pochodzi od hasła „Community of Europe with European Design”. W europejskiej gamie producenta Kia cee’d zastąpiła model Cerato.
Charakterystycznymi cechami wyglądu pierwszej generacji Kii cee’d były trójkątne, agresywnie stylizowane reflektory, trapezoidalna atrapa chłodnicy, a także zadarte ku górze tylne lampy o trójkątnych dolnych krawędziach oraz zadarta ku górze linia okien. Pojazd w dużym stopniu przypominał Hyundaia i30, który był bliźniaczą konstrukcją.
Gama nadwoziowa początkowo została utworzona przez 5-drzwiowego hatchbacka, z kolei w marcu 2007 roku podczas targów motoryzacyjnych w Genewie zaprezentowano także większą wersję kombi. Równocześnie, przedstawiono też studyjną wizję odmiany kabriolet o nazwie ex_cee’d.

### pro_cee’d
Jesienią 2007 roku podczas targów motoryzacyjnych we Frankfurcie nad Menem gama kompaktowego modelu Kii została skompletowana przez trzecią odmianę nadwoziową w postaci 3-drzwiowego hatchbacka o nazwie Kia pro_cee’d. Samochód otrzymał unikalny, bardziej awangardowy projekt nadwozia, z mniejszą powierzchnią szyb, wyżej zadartą linią okien i krągłą, zdobioną przez wyraźnie zarysowane nadkola tylną częścią nadwozia.

### eco_cee’d
W 2007 roku podczas targów motoryzacyjnych we Frankfurcie nad Menem zaprezentowany został samochód koncepcyjny Eco_cee’d oraz nowa platforma FCEV. Jest to projekt ekologicznego pojazdu opracowanego na bazie modelu Pro_cee’d. W stosunku do seryjnej wersji pojazdu, samochód otrzymał poprawioną aerodynamikę poprzez zmianę kształtu osłony chłodnicy, zastosowanie dodatkowych spojlerów, obniżenie zawieszenia oraz zastosowanie nowego wzoru felg. Dzięki zastosowanym zmianom, współczynnik oporu aerodynamicznego spadł z wartości 0,33 do 0,29. Auto wyposażone zostało w system Idle Stop & Go (ISG), który wyłącza silnik podczas postoju i doładowuje akumulator przy hamowaniu. Zastosowane modyfikacje wpłynęły na obniżenie poziomu spalania paliwa do 3,9 l/100 km oraz zmniejszenie emisji CO2 do poziomu 109 g/km.

### Lifting
W sierpniu 2009 roku Kia cee’d pierwszej generacji przeszła obszerną restylizację. Zmieniony został m.in. kształt przednich reflektorów, zderzak oraz pokrywa silnika, a atrapa chłodnicy stała się szersza, zyskując charakterystyczny dla nowego języka stylistycznego tygrysi nos. Z tyłu pojazdu przemodelowane zostały klosze lamp, które wykonano w technologii LED, a także zderzak. Zastosowane zostały też nowe lusterka zewnętrzne, które zintegrowane zostały z kierunkowskazami. Przy okazji modernizacji przeprojektowano również wnętrze pojazdu, w którym zastosowana została m.in. nowa 4-ramienna kierownica, dźwignia zmiany biegów, przemodelowana konsola centralna, a także powiększony schowek.
Trzydrzwiowy wariant pro_cee’d został zmodernizowany ponad rok później po odmianach pięciodrzwiowych, adaptując nowy wygląd przedniej części nadwozia w grudniu 2010 roku.

### Wersje wyposażeniowe
- Comfort/S
- Comfort Plus/M
- Optimum/L
- Optimum Plus/XL

Standardowe wyposażenie podstawowej wersji pojazdu obejmuje m.in.: 6 poduszek powietrznych, system ABS, radioodtwarzacz CD/MP3, komputer pokładowy, elektryczne sterowanie szyb przednich oraz 15-calowe felgi stalowe. W zależności od wyboru wersji wyposażeniowej, auto opcjonalnie doposażyć można było m.in.: w system ESP, klimatyzację manualną z chłodzonym schowkiem, elektryczne sterowanie lusterek, elektryczne sterowanie szyb tylnych, skórzano-materiałową tapicerkę z dodatkami aluminium, 16-calowe alufelgi, USB oraz klimatyzację automatyczną.
Wersje po liftingu w 2009 roku wyposażone mogły być także m.in.: w system wspomagający pokonywanie wzniesień HAC, system podpowiedzi ruchu kierownicy VSM, system kontroli prędkości (ogranicznik i tempomat), system optymalnego stylu jazdy, zestaw audio z Bluetooth i zestawem głośnomówiącym, czujnik ciśnienia w oponach oraz dwustrefową klimatyzację automatyczną.

### Silniki

#### Przed liftingiem
| Silnik                | Pojemność skokowa [cm³] | Moc maksymalna [KM] ([kW]) przy obr./min | Maks. moment obrotowy [Nm] przy obr./min | Układ i liczba cylindrów | Układ rozrządu/ liczba zaworów | Przyśpieszenie (s) 0–100 km/h | Prędkość maksymalna km/h | Spalanie (l/100km) miasto/trasa/średnio |                    |
| Silniki benzynowe:    | Silniki benzynowe:      | Silniki benzynowe:                       | Silniki benzynowe:                       | Silniki benzynowe:       | Silniki benzynowe:             | Silniki benzynowe:            | Silniki benzynowe:       | Silniki benzynowe:                      | Silniki benzynowe: |
| --------------------- | ----------------------- | ---------------------------------------- | ---------------------------------------- | ------------------------ | ------------------------------ | ----------------------------- | ------------------------ | --------------------------------------- | ------------------ |
| 1.4 DOHC              | 1396                    | 109 (80)/6200                            | 137/5000                                 | R4                       | DOHC/16                        | 11,6                          | 187                      | 7,6/5,2/6,1                             |                    |
| 1.6 DOHC              | 1591                    | 126 (93)/6200                            | 154/4200                                 | R4                       | DOHC/16                        | 10,9                          | 192                      | 8,0/5,4/6,4                             |                    |
| 1.6 DOHC Aut.         | 1591                    | 126 (93)/6200                            | 154/4200                                 | R4                       | DOHC/16                        | 11,4                          | 187                      | 8,9/5,8/6,9                             |                    |
| 2.0 DOHC              | 1975                    | 143 (105)/6000                           | 186/4600                                 | R4                       | DOHC/16                        | 10,4                          | 205                      | 9,2/5,9/7,1                             |                    |
| 2,0 DOHC Aut.         | 1975                    | 143 (105)/6000                           | 186/4600                                 | R4                       | DOHC/16                        | 10,4                          | 195                      | 10,1/6,2/7,6                            |                    |
| Silniki wysokoprężne: |                         |                                          |                                          |                          |                                |                               |                          |                                         |                    |
| 1.6 CRDI              | 1582                    | 90 (66)/4000                             | 235/1750–2500                            | R4                       | DOHC/16                        | 14,1                          | 172                      | 5,9/4,3/4,7                             |                    |
| 1.6 CRDI              | 1582                    | 115 (85)/4000                            | 255/1900–2750                            | R4                       | DOHC/16                        | 11,7                          | 188                      | 5,9/4,3/4,7                             |                    |
| 1.6 CRDI Aut.         | 1582                    | 115 (85)/4000                            | 255/1900–2750                            | R4                       | DOHC/16                        | 13,1                          | 180                      | 7,9/5,1/6,1                             |                    |
| 2.0 CRDI              | 1991                    | 140 (103)/4000                           | 304/1800–2500                            | R4                       | DOHC/16                        | 10,3                          | 205                      | 7,5/4,5/5,6                             |                    |

#### Po liftingu[13]
| Silnik                | Pojemność skokowa [cm³] | Moc maksymalna [KM] ([kW]) przy obr./min | Maks. moment obrotowy [Nm] przy obr./min | Układ i liczba cylindrów | Układ rozrządu/ liczba zaworów | Przyśpieszenie (s) 0–100 km/h | Prędkość maksymalna km/h | Spalanie (l/100km) miasto/trasa/średnio |                    |
| Silniki benzynowe:    | Silniki benzynowe:      | Silniki benzynowe:                       | Silniki benzynowe:                       | Silniki benzynowe:       | Silniki benzynowe:             | Silniki benzynowe:            | Silniki benzynowe:       | Silniki benzynowe:                      | Silniki benzynowe: |
| --------------------- | ----------------------- | ---------------------------------------- | ---------------------------------------- | ------------------------ | ------------------------------ | ----------------------------- | ------------------------ | --------------------------------------- | ------------------ |
| 1.4 DOHC              | 1396                    | 105 (77)/6300                            | 137/5000                                 | R4                       | DOHC/16                        | 12,1                          | 185                      | 7,2/5,1/5,8                             |                    |
| 1.6 DOHC              | 1591                    | 126 (93)/6300                            | 154/4200                                 | R4                       | DOHC/16                        | 10,8                          | 192                      | 7,8/5,3/6,1                             |                    |
| 1.6 DOHC Aut.         | 1591                    | 126 (93)/6300                            | 154/4200                                 | R4                       | DOHC/16                        | 11,9                          | 187                      | 8,3/5,7/6,6                             |                    |
| Silniki wysokoprężne: |                         |                                          |                                          |                          |                                |                               |                          |                                         |                    |
| 1.6 CRDI VGT          | 1582                    | 115 (85)/4000                            | 255/1900-2750                            | R4                       | DOHC/16                        | 11,5                          | 188                      | 4,9/4,0/4,4                             |                    |
| 1.6 CRDI VGT Aut.     | 1582                    | 115 (85)/4000                            | 255/1900-2750                            | R4                       | DOHC/16                        | 12,8                          | 180                      | 7,0/4,7/5,6                             |                    |
| 1.6 CRDI VGT          | 1582                    | 128 (94)/4000                            | 255/1900-2750                            | R4                       | DOHC/16                        | 11,0                          | 197                      | 5,2/4,1/4,5                             |                    |
| 1.6 CRDI VGT Aut.     | 1582                    | 128 (94)/4000                            | 255/1900-2750                            | R4                       | DOHC/16                        | 12,3                          | 186                      | 6,9/4,9/5,6                             |                    |

## Druga generacja

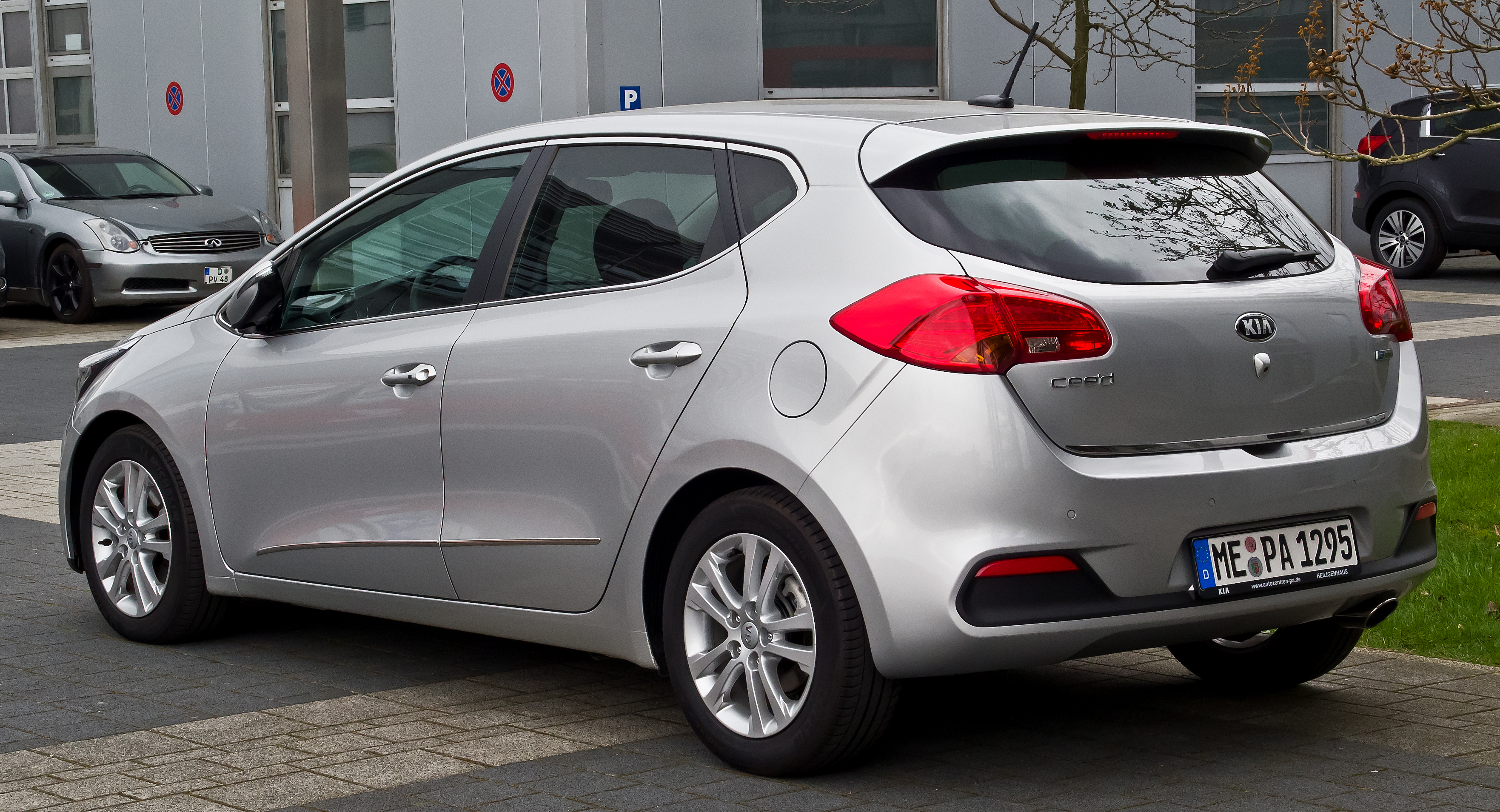
Kia cee’d II – tył

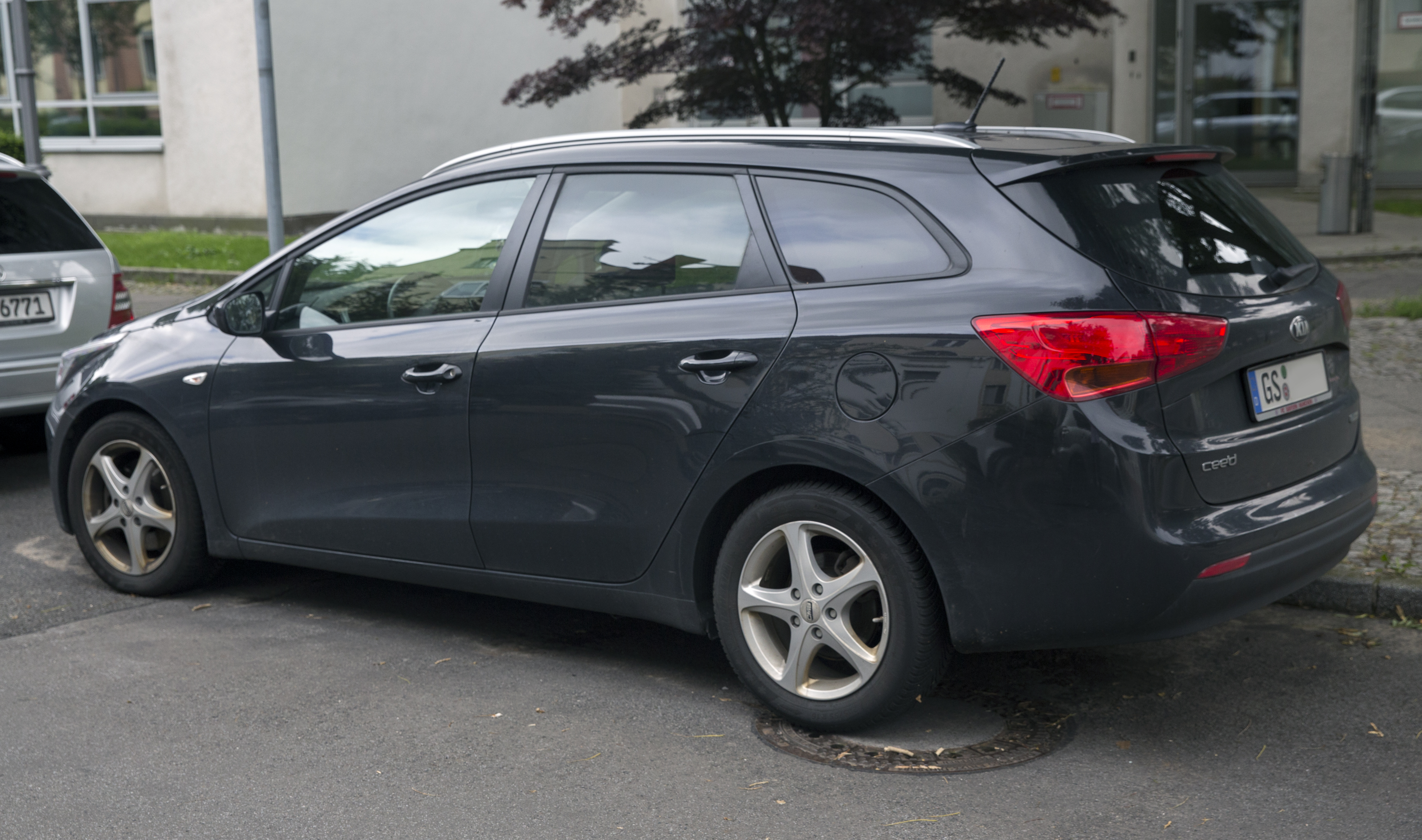
Kia cee’d_sw II

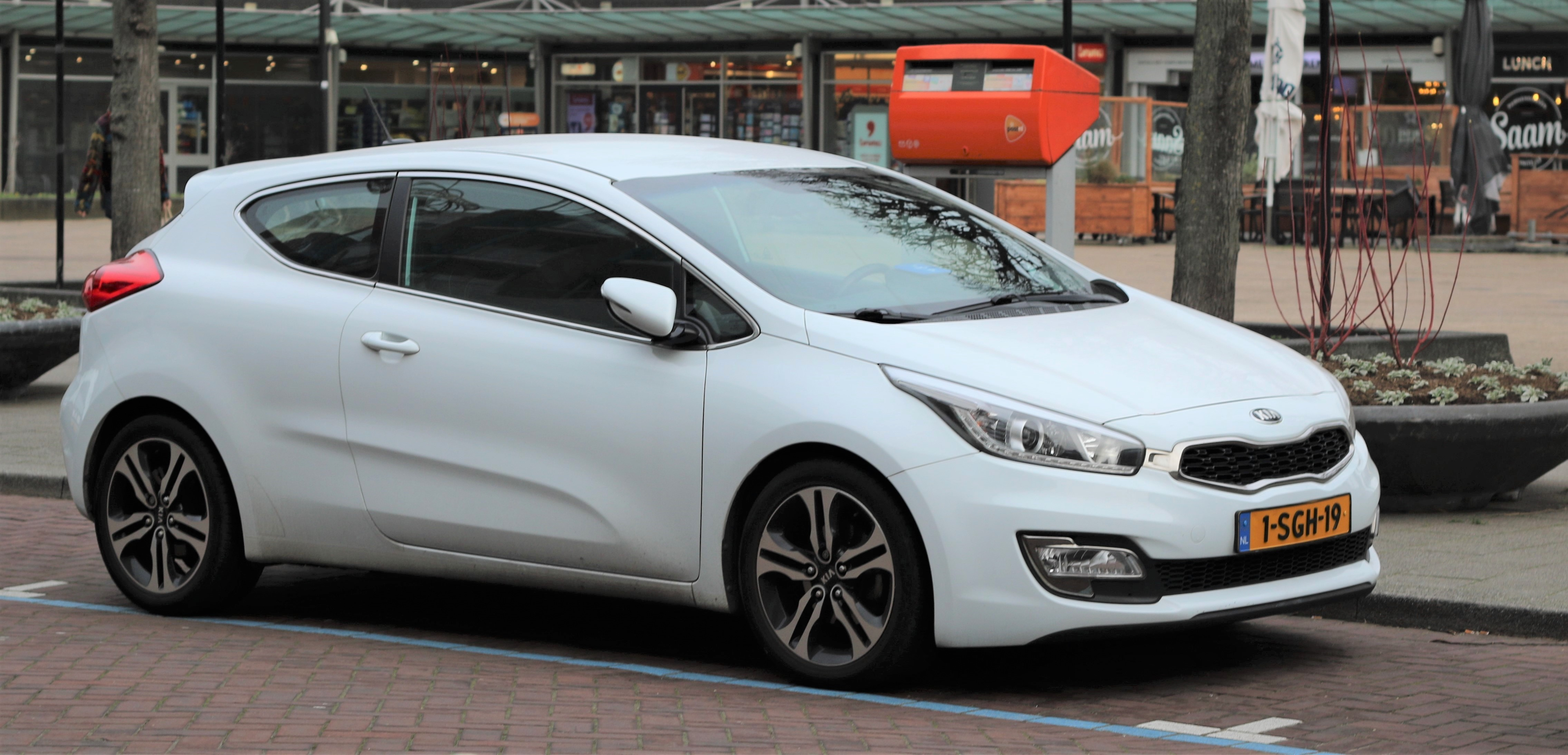
Kia pro_cee’d II

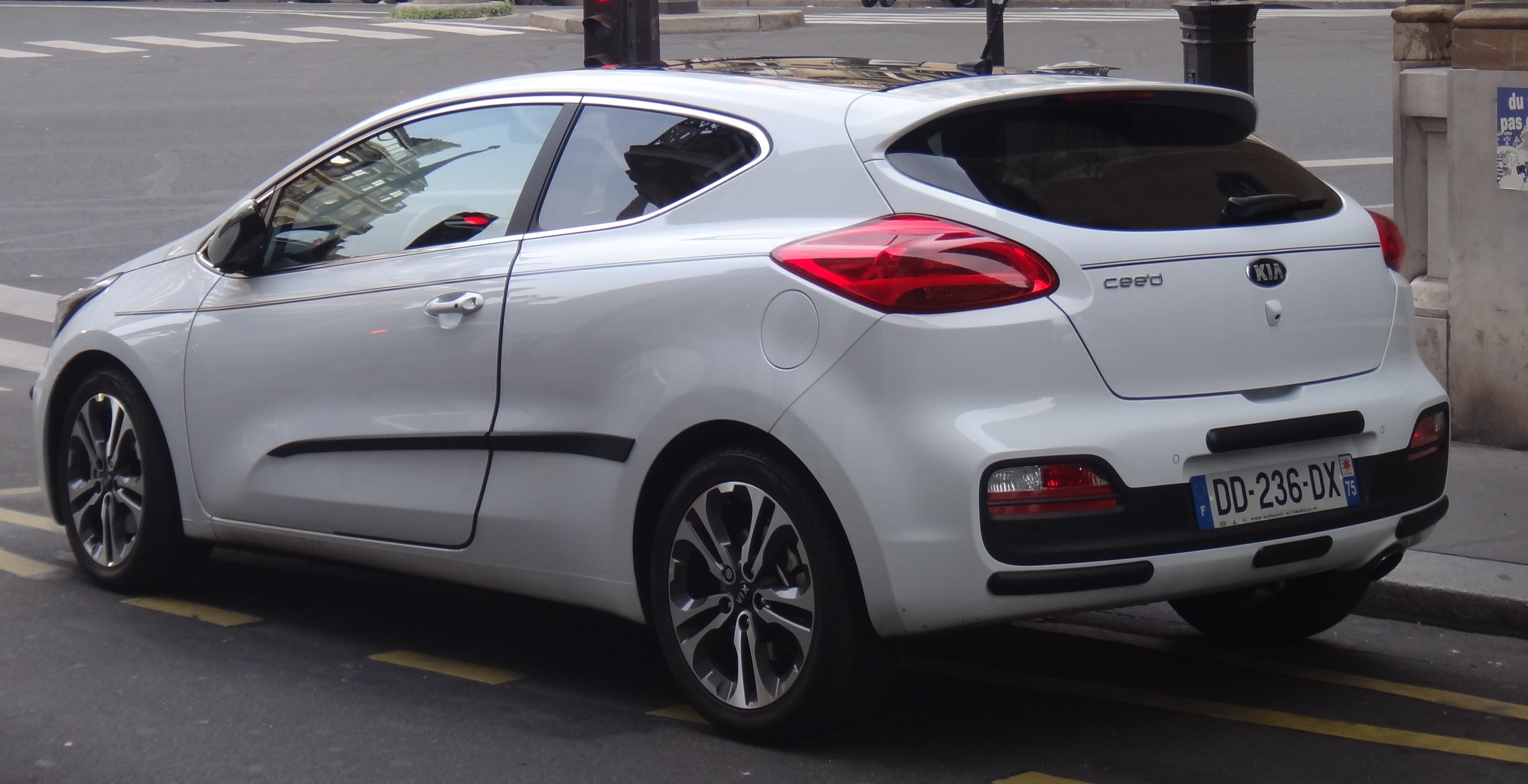
Kia pro_cee’d II – tył

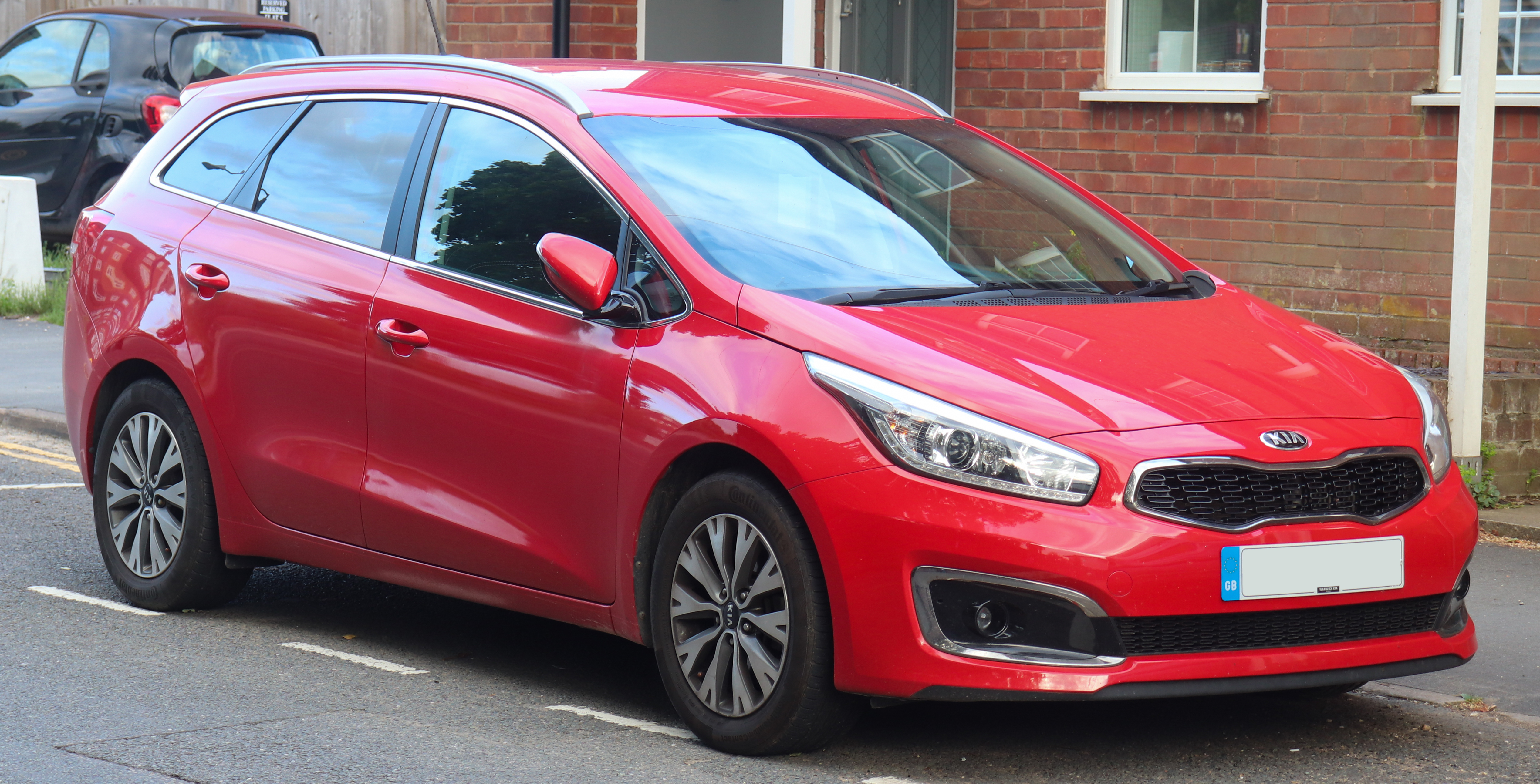
Kia cee’d_sw II po liftingu

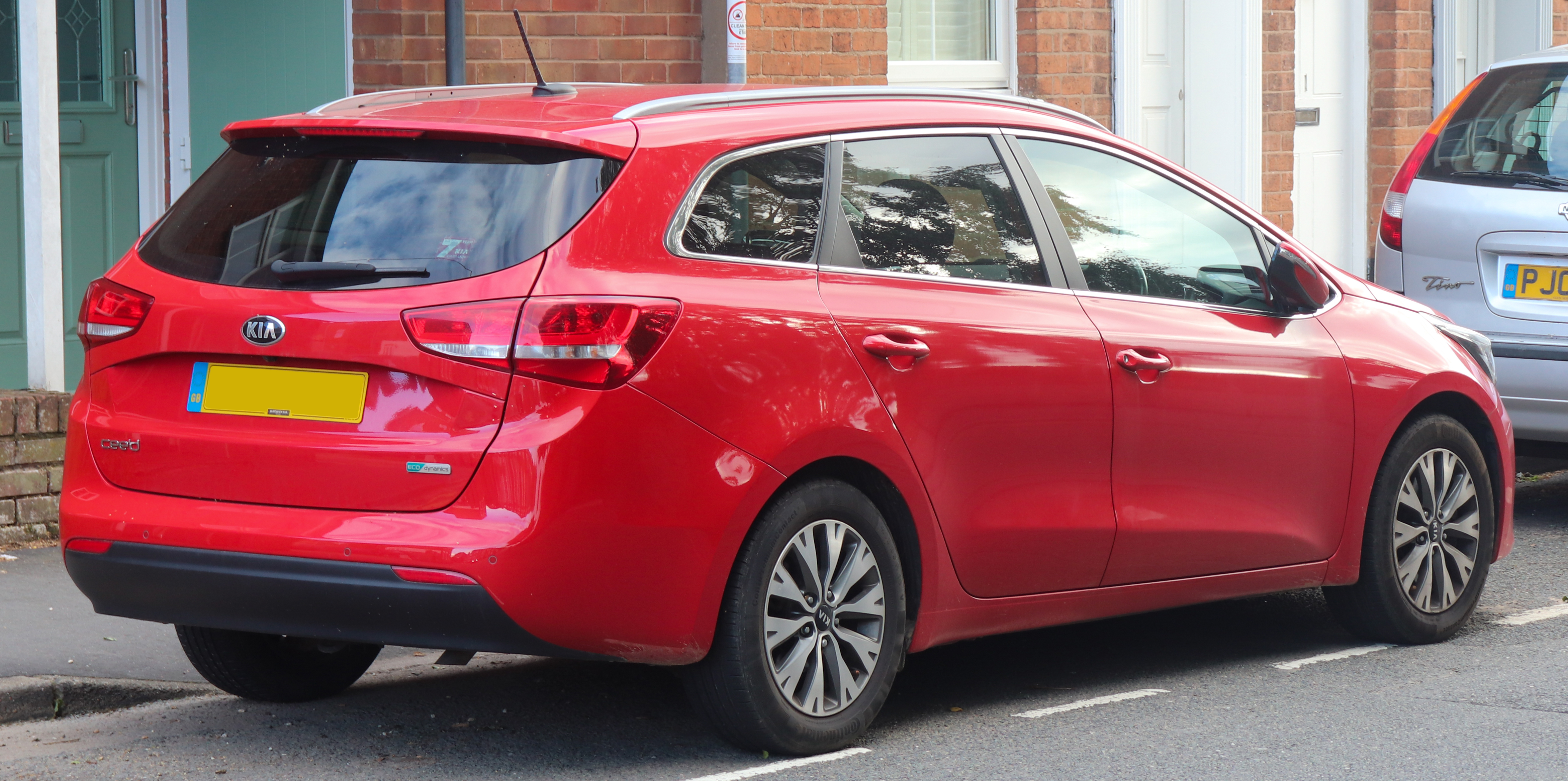
Kia cee’d_sw II – tył po liftingu

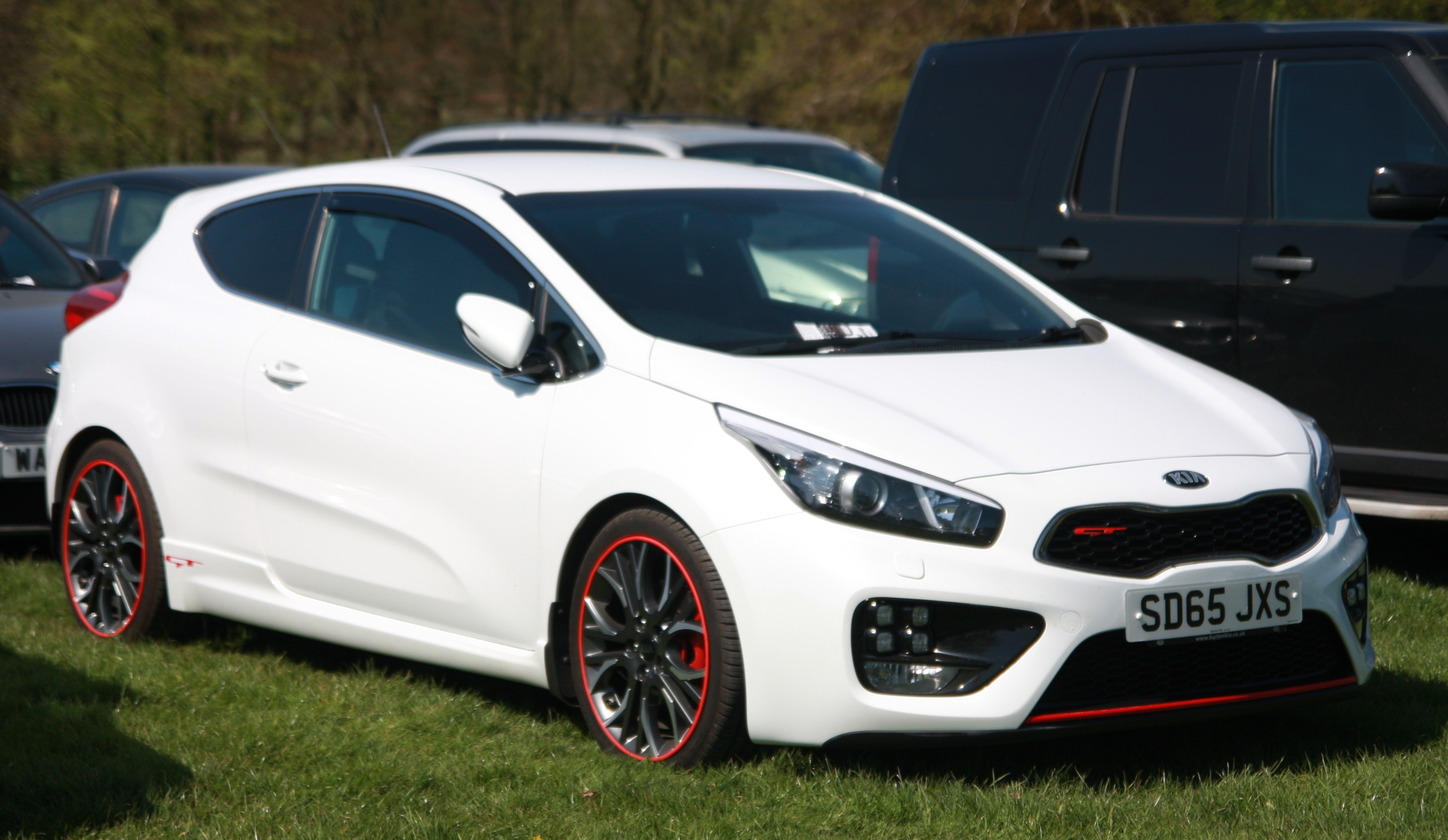
Kia pro_cee’d GT

Kia cee’d II została zaprezentowana po raz pierwszy w 2012 roku.
Podobnie jak poprzednik, druga generacja modelu cee’d została opracowana przez europejski oddział Kii w celu udoskonalenia dotychczasowej formuły, która odniosła duży rynkowy sukces.
Samochód zyskał bardziej awangardową i dynamiczną stylizację nadwozia, z dużymi strzelistymi reflektorami i obłą atrapą chłodnicy, a także biegnącą ku górze linią okien i wysoko umieszczonymi lampami tylnymi wzorem mniejszego Rio. Klapę bagażnika przyozdobił niewielki spojler.
Deska rozdzielcza powstała według nowego projektu, charakteryzując się masywną i wysoko zabudowaną konsolą centralną, a także skierowanemu ku kierowcom zestawowi przyrządów.
Dzięki zastosowaniu nowej płyty podłogowej, na której oparto także pokrewnego Hyundaia i30, Kia cee’d drugiej generacji stała się dłuższa w stosunku do poprzednika. W połączeniu z większym rozstawem osi, pojazd charakteryzował się przestronniejszą kabiną pasażerską.
W przeciwieństwie do poprzednika, druga generacja modelu cee’d zadebiutowała nie tylko jako 5-drzwiowy hatchback, ale i w formie większego, 5-drzwiowego kombi.

### pro_cee’d
Ponad pół roku po debiucie drugiej generacji Kii cee’d w wariantach pięciodrzwiowych, w październiku 2012 roku przedstawiona została druga generacja trzydrzwiowego hatchbacka Kia pro_cee’d. Podobnie jak poprzednik, samochód otrzymał odrębny projekt nadwozia, które zyskało inny przedni zderzak, chromowaną obwódkę atrapy chłodnicy, a także wyraźnie zarysowane tylne nadkola z jednoczęściowymi, romboidalnymi lampami.

### cee’d GT
W połowie 2013 roku Kia poszerzyła gamę dostępnych wariantów cee’da drugiej generacji o topową, usportowioną odmianę Kia cee’d GT. Pod kątem wizualnym samochód wyróżniły zmodyfikowane zderzaki z charakterystycznymi, poczwórnymi diodowymi światłami do jazdy dziennej, dodatkowe nakładki na progi, podwójną końcówką układu wydechowego oraz 18-calowymi alufelgami. We wnętrzu pojazdu zastosowane zostały fotele Recaro oraz 7-calowy wyświetlacz TFT w zestawie wskaźników.
Pod kątem technicznym, sportowy wariant cee’da drugiej generacji napędzany był przez turbodoładowany silnik benzynowy GDI o pojemności 1,6-litra, który rozwijał moc 204 KM i 265 Nm maksymalnego momentu obrotowego.
Gama nadwoziowa sportowej Kii cee’d objęła wszystkie warianty nadwoziowe, tzn. 5-drzwiowego hatchbacka, 5-drzwiowe kombi oraz 3-drzwiowe pro_cee’d.

### Lifting
W połowie 2015 roku Kia cee’d drugiej generacji przeszła restylizację nadwozia. Zmieniony został m.in. przedni i tylny zderzak, wzór atrapy chłodnicy, a także tylne lampy, które wyposażone zostały w diody LED. Wygląd zderzaków 3 i 5-drzwiowego hatchbacka upodobniono do topowego wariantu GT.
We wnętrzu pojazdu dodano chromowane dodatki wykończenia wnętrza pojazdu. Przy okazji liftingu poszerzono ofertę jednostek napędowych o trzycylindrowy, turbodoładowany silnik benzynowy o pojemności 1 l o mocy 120 KM, a także delikatnie zmodernizowano paletę jednostek napędowych pojazdu. Do listy wyposażenia opcjonalnego dodano m.in.: system odczytywania znaków ograniczenia prędkości, system detekcji/informacji „martwego pola” BSD(BSIS), RCTA oraz system automatycznego parkowania, a także 7-calowy ekran dotykowy.

### Wersje wyposażeniowe

#### cee’d i cee’d_sw
- S
- M
- L
- XL
- GT L
- GT XL
- GT Line

Standardowe wyposażenie podstawowej wersji pojazdu obejmuje m.in.: 6 poduszek powietrznych, komputer pokładowy, radio CD/MP3, zamek centralny, elektryczne sterowanie szyb przednich oraz elektryczne sterowanie lusterek.
Opcjonalnie auto doposażyć można w zależności od wyboru wersji wyposażenia oraz możliwych opcji m.in. w: klimatyzację manualną, światła przeciwmgłowe, centralny zamek z pilotem, podgrzewane lusterka zewnętrzne, łączność Bluetooth z zestawem głośnomówiącym i funkcją rozpoznawania komend głosowych oraz chłodzony schowek, światła do jazdy dziennej wykonane w technologii LED, elektryczne sterowanie szyb tylnych, dwustrefową klimatyzację automatyczną, elektrycznie składane lusterka, tempomat, elektrycznie regulowane podparcie lędźwiowe foteli przednich, skórzane koło kierownicy, gałki zmiany biegów i dźwigni hamulca ręcznego, chromowane dodatki nadwozia, adaptacyjne reflektory ksenonowe, podgrzewane koło kierownicy i przednie fotele, system bezkluczykowy.
Dodatkowo pojazd wyposażyć można w specjalny pakiet, który oferuje m.in.: zmienione oświetlenie wnętrza, 7-calowy ekran LCD, nawiewy dla pasażerów z tyłu, elektryczny hamulec postojowy, czujniki parkowania oraz 16-calowe alufelgi.

#### pro cee’d
- M
- L
- XL
- GT L
- GT XL

Standardowe wyposażenie podstawowej wersji pojazdu obejmuje m.in.: 4 poduszki powietrzne, system TCS, światła do jazdy dziennej wykonane w technologii LED, światła przeciwmgłowe, komputer pokładowy, radio CD/MP3, elektrycznie sterowane szyby i lusterka, podgrzewane lusterka, zamek centralny, Bluetooth, klimatyzację oraz alufelgi.
Opcjonalnie auto wyposażyć można m.in. we wszystkie opcje wyposażenia wersji 5-drzwiowej oraz kombi, a także dodatkowo w elektrochromatyczne lusterko zewnętrzne, automatyczne wycieraczki z czujnikiem deszczu i podgrzewaniem, tylne lampy wykonane w technologii LED.

### Silniki[27]
| Silnik                | Pojemność skokowa [cm³] | Moc maksymalna [KM] ([kW]) przy obr./min | Maks. moment obrotowy [Nm] przy obr./min | Układ i liczba cylindrów | Układ rozrządu/ liczba zaworów | Przyśpieszenie (s) 0–100 km/h | Prędkość maksymalna km/h | Spalanie (l/100km) miasto/trasa/średnio |                    |
| Silniki benzynowe:    | Silniki benzynowe:      | Silniki benzynowe:                       | Silniki benzynowe:                       | Silniki benzynowe:       | Silniki benzynowe:             | Silniki benzynowe:            | Silniki benzynowe:       | Silniki benzynowe:                      | Silniki benzynowe: |
| --------------------- | ----------------------- | ---------------------------------------- | ---------------------------------------- | ------------------------ | ------------------------------ | ----------------------------- | ------------------------ | --------------------------------------- | ------------------ |
| 1.0 T-GDI             | 1000                    | 120 (b.d.)/b.d.                          | 172/1500-4200                            | R3                       | b.d.                           | 12,8                          | b.d.                     | b.d.                                    |                    |
| 1.4 DOHC              | 1396                    | 100 (74)/5500                            | 137/4200                                 | R4                       | DOHC/16                        | 12,8                          | 182                      | 7,9/4,9/6,0                             |                    |
| 1.6 GDI               | 1591                    | 135 (99)/6300                            | 164/4850                                 | R4                       | DOHC/16                        | 9,9                           | 195                      | 7,8/4,7/5,8                             |                    |
| 1.6 T-GDI             | 1591                    | 204 (150)/6000                           | 265/1750                                 | R4                       | DOHC/16                        | 7,7                           | 230                      | 9,1/6,1/7,4                             |                    |
| Silniki wysokoprężne: |                         |                                          |                                          |                          |                                |                               |                          |                                         |                    |
| 1.4 CRDI              | 1396                    | 90 (66)/4000                             | 220/1500–2750                            | R4                       | DOHC/16                        | 13,5                          | 170                      | 5,3/3,5/4,1                             |                    |
| 1.6 CRDI              | 1582                    | 110 (81)/4000                            | 260/1900–2750                            | R4                       | DOHC/16                        | 12,7                          | 185                      | 4,7/3,6/4,0                             |                    |
| 1.6 CRDI              | 1582                    | 128 (94)/4000                            | 260/1900–2750                            | R4                       | DOHC/16                        | 10,9                          | 197                      | 4,9/3,7/4,1                             |                    |

## Trzecia generacja

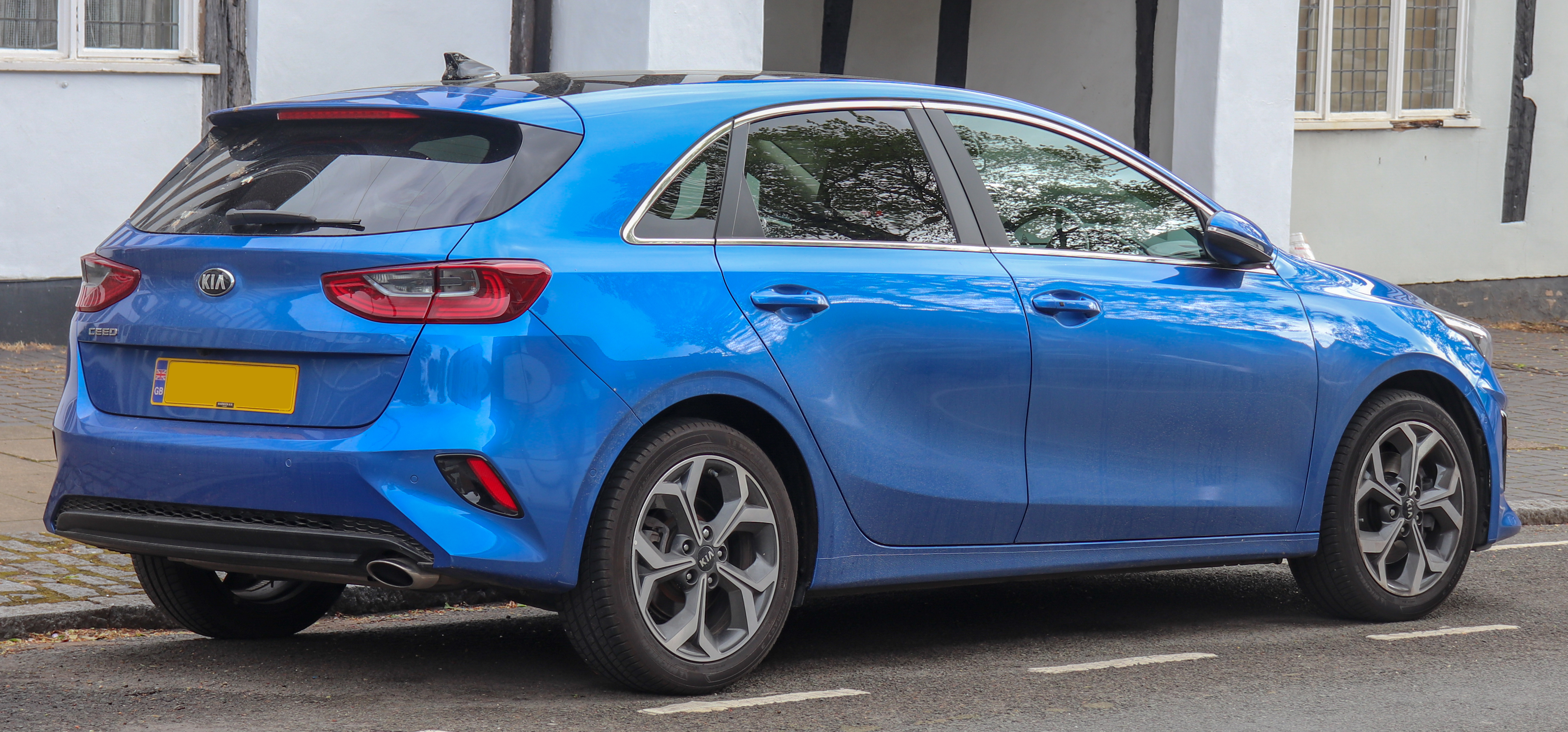
Kia Ceed III – tył

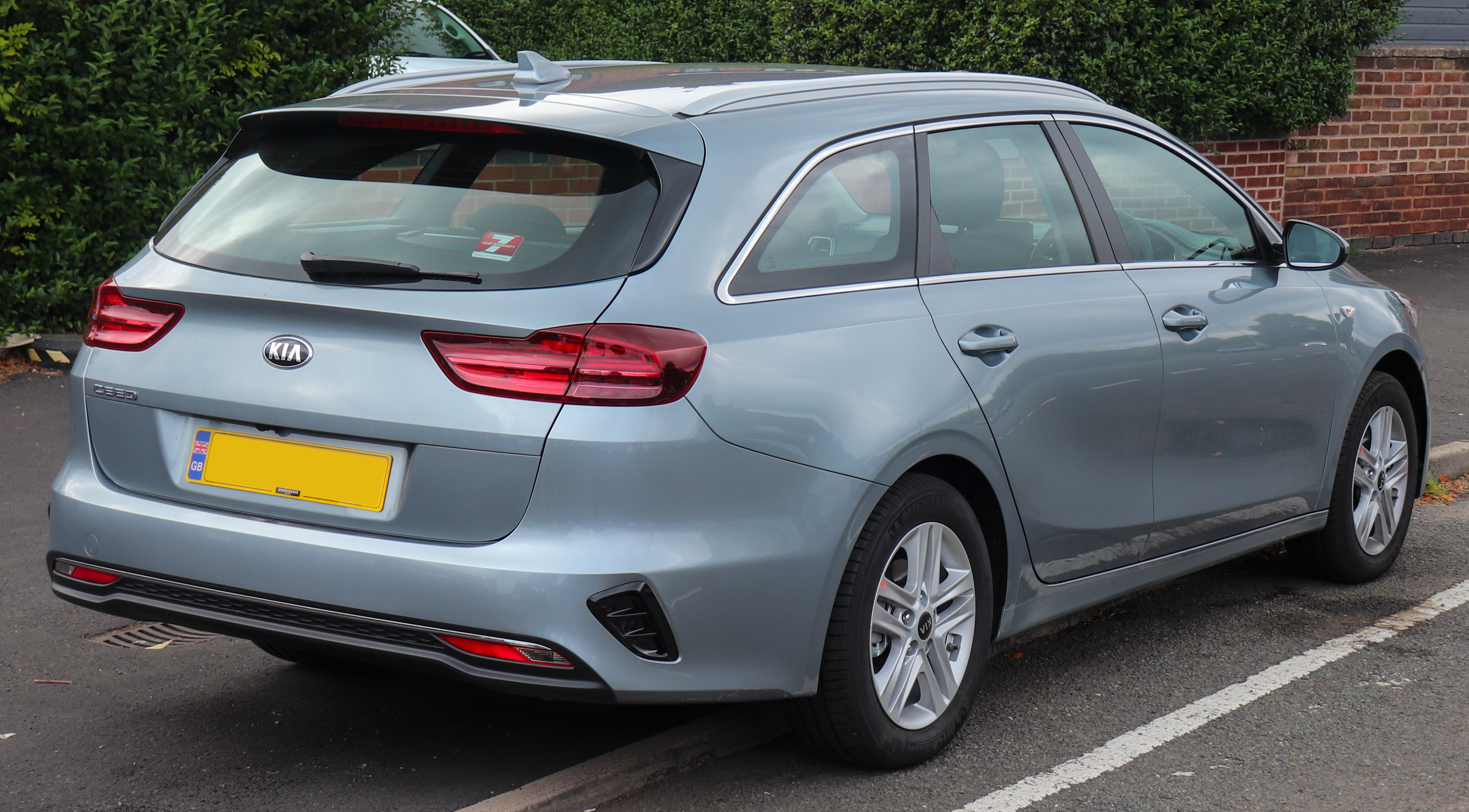
Kia Ceed SW

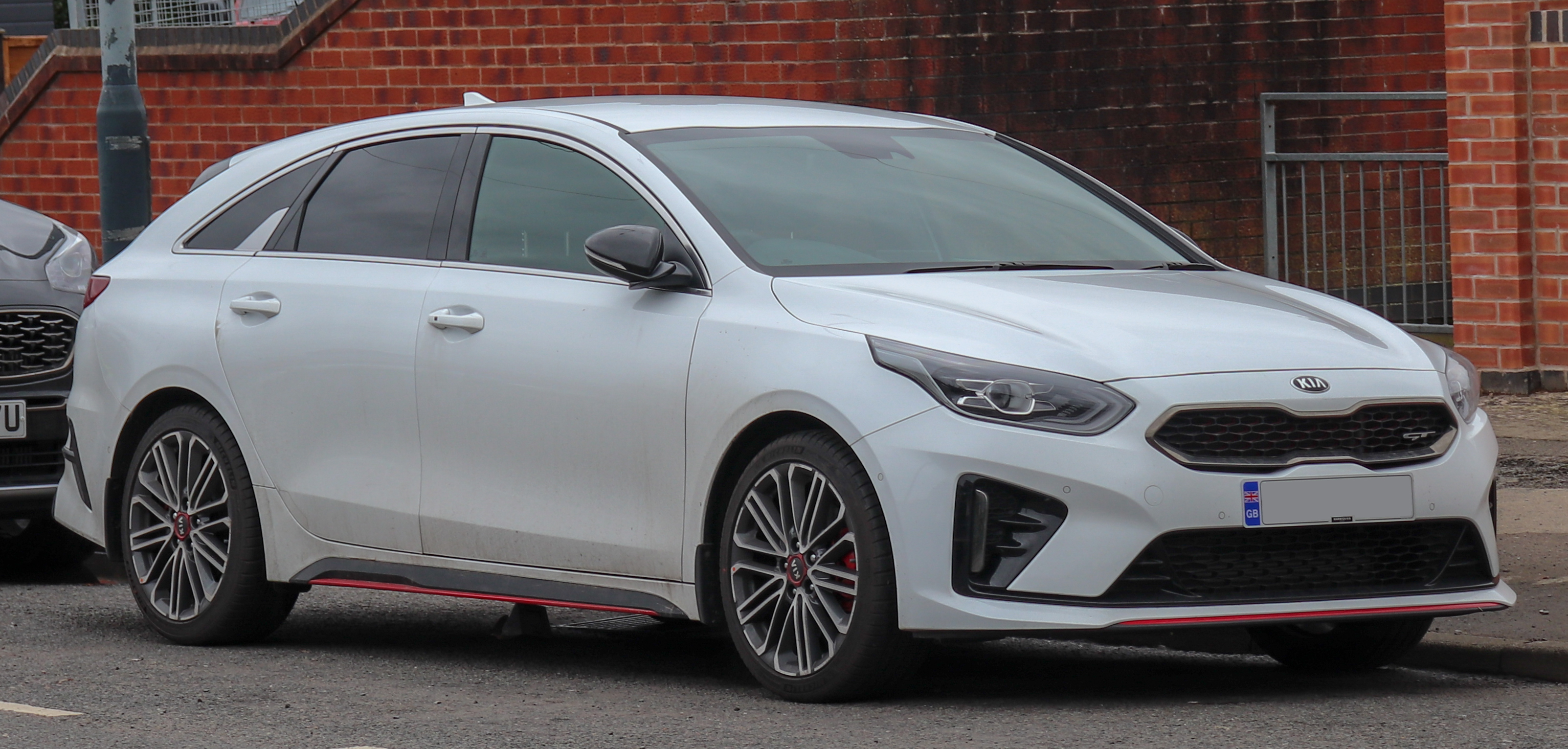
Kia Proceed

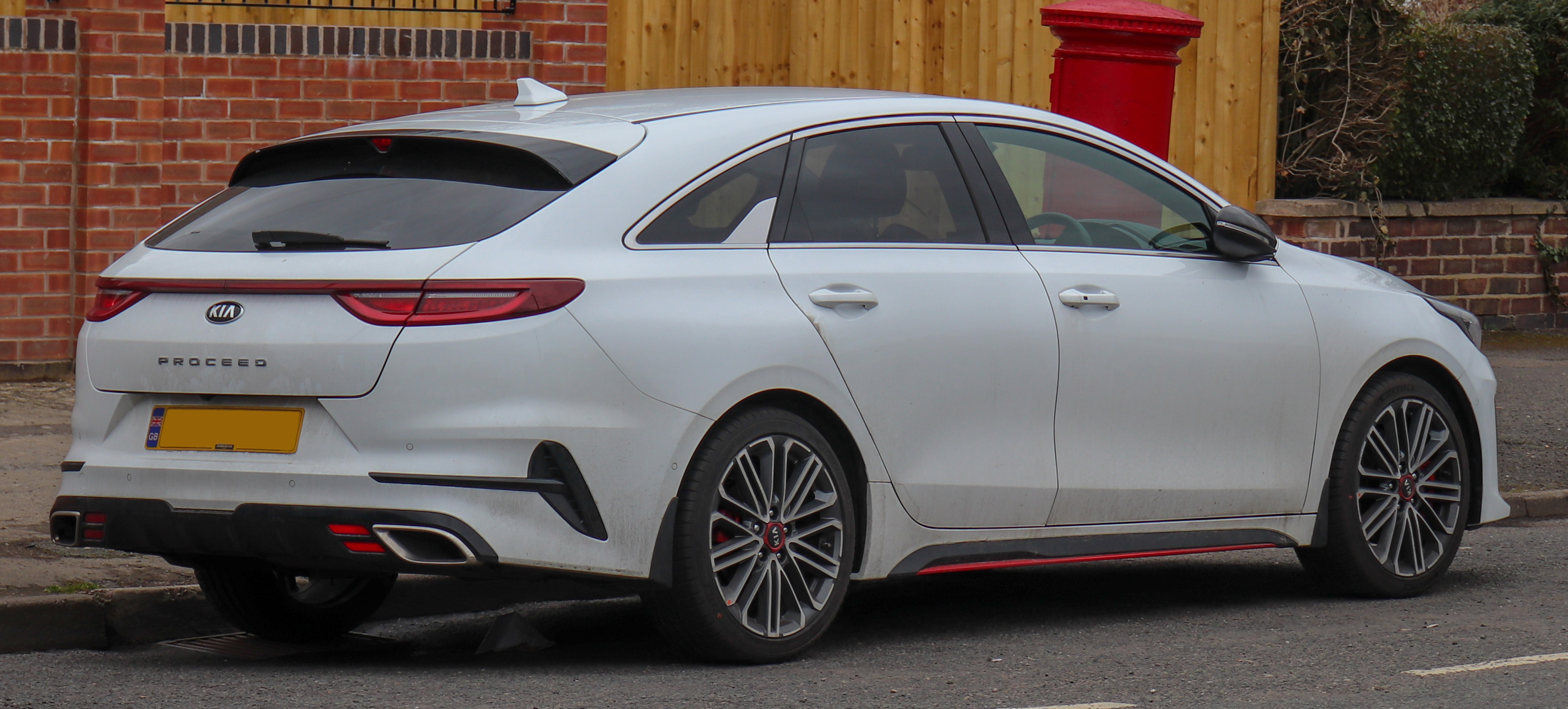
Kia Proceed – tył

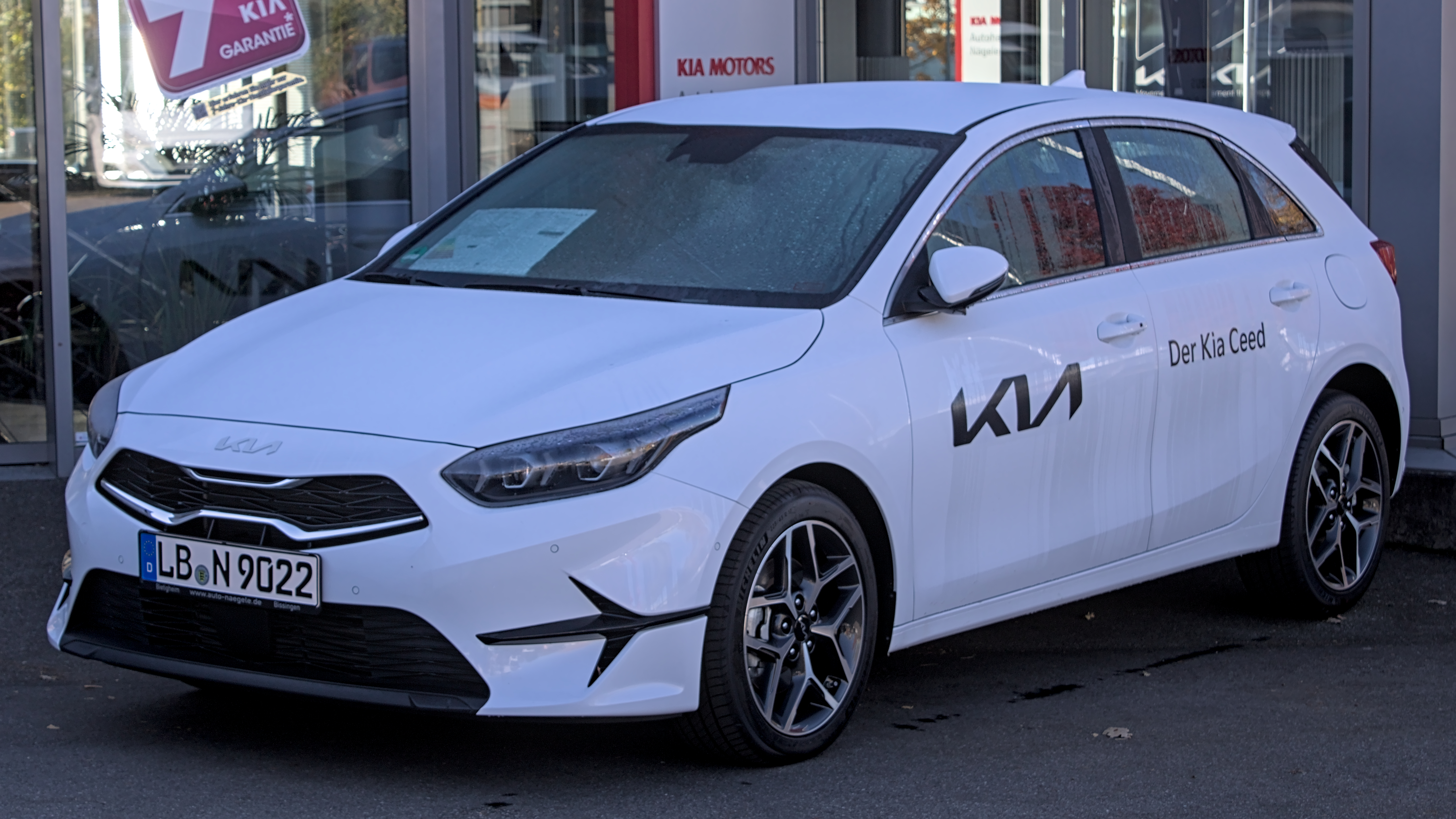
Kia Ceed III po liftingu

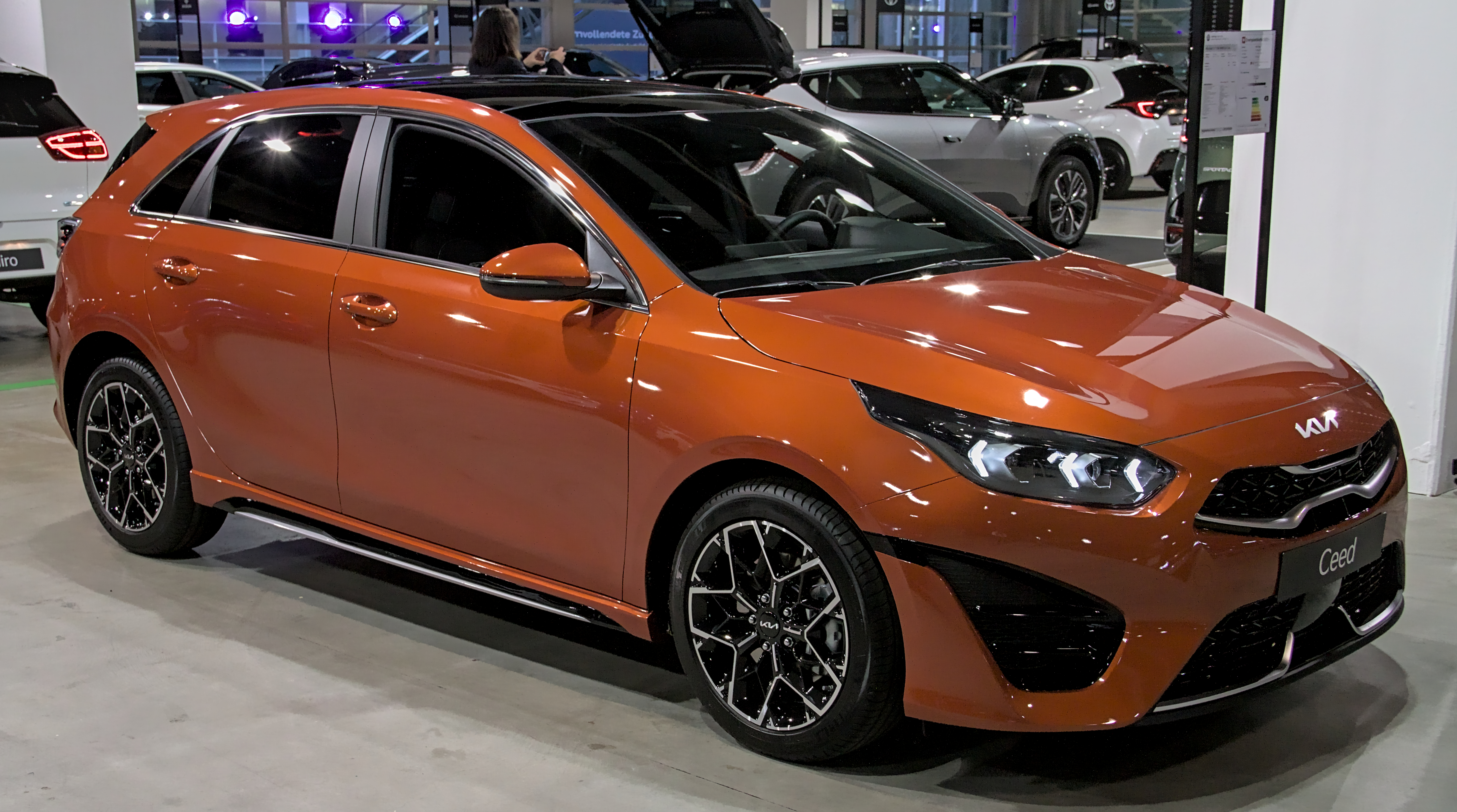
Kia Ceed III GT-Line po liftingu

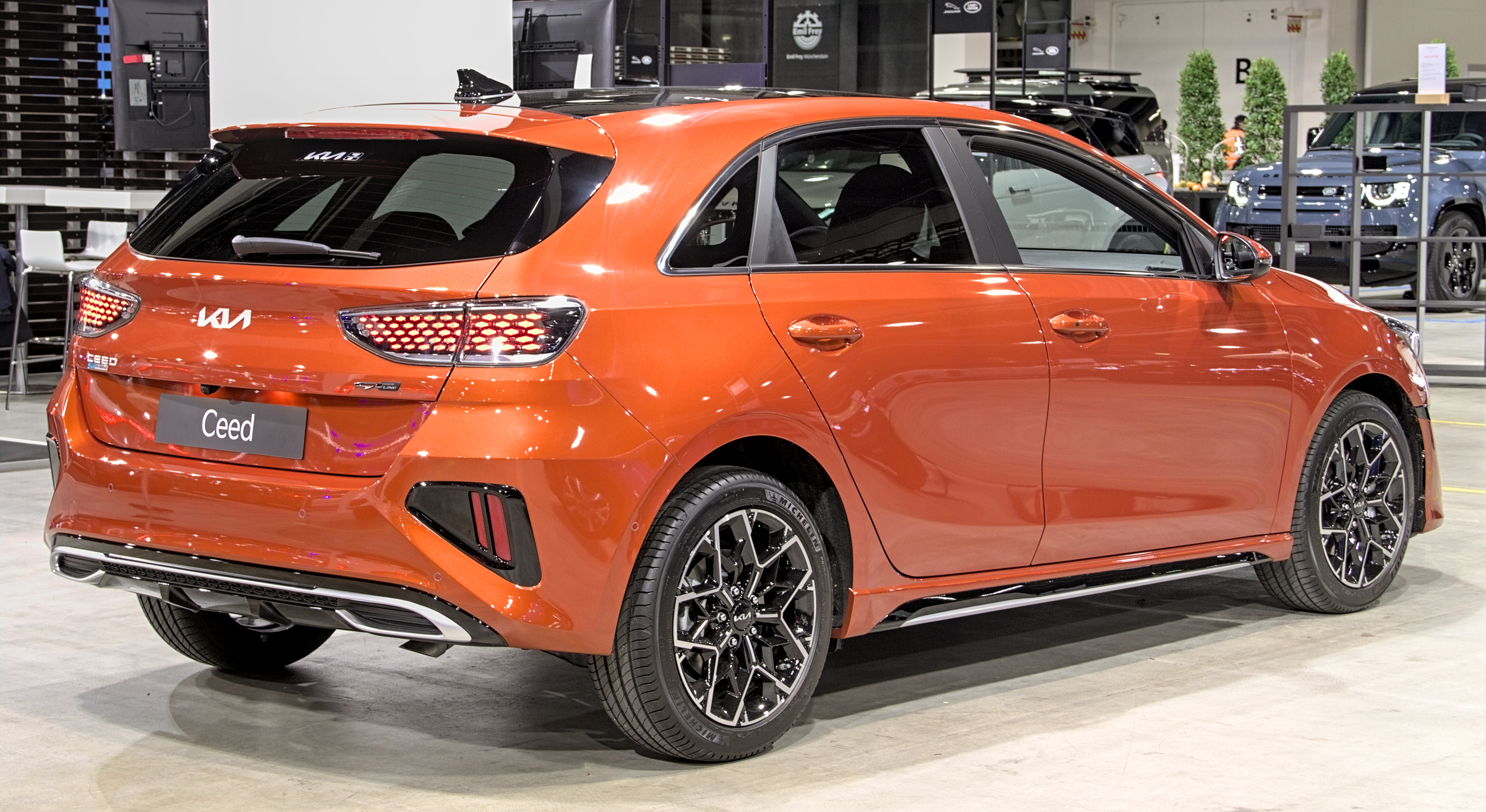
Kia Ceed III GT-Line – tył po liftingu

Kia Ceed III została zaprezentowana po raz pierwszy w 2018 roku.
Wobec trzeciej generacji pojazdu, Kia zdecydowała się dokonać korekty nazwy i odejść od dotychczasowego nietypowego zapisu. Z nazwy cee’d wycofany został apostrof, a litera „C” zmieniona została z małej na dużą, przemianowując przez to pojazd na prostsze Kia Ceed.
Samochód zbudowany został na zupełnie nowej płycie podłogowej K2 koncernu Hyundai, która wykorzystana została również do budowy przedstawionej kilka miesięcy wcześniej trzeciej generacji bliźniaczego modelu Hyundai i30. Dopracowanie układu jezdnego pojazdu powierzono byłemu twórcy pojazdów serii M niemieckiej marki BMW, Albertowi Biermann’owi.
Podobnie jak dwie poprzednie generacje modelu, Kia Ceed zaprojektowana została w europejskim centrum rozwojowym Kii. Stylistyka pojazdu utrzymana została w nowym języku stylistycznym Kii, stanowiącym wzorem mniejszych modeli Picanto i Rio, bardziej konwencjonalne i ewolucyjne rozwinięcie koncepcji poprzedników.
Pas przedni ponownie zyskał strzeliście ukształtowane reflektory, za to linia okien została poprowadzona powyżej i pod mniejszym kątem. Obszerniejsze zmiany zaszły w kabinie pasażerskiej, gdzie pojawił się bardziej minimalistyczny projekt nadwozia z umieszczonym centralnie, 7 lub 8-calowym ekranem dotykowym systemu multimedialnego.
Wzorem drugiej generacji, Kia Ceed trafiła do sprzedaży jednocześnie jako 5-drzwiowy hatchback oraz większe, charakteryzujące się tym razem charakterystycznie wydłużonym tyłem 5-drzwiowe kombi.

### Proceed
W przeciwieństwie do poprzednich dwóch generacji, wobec trzeciej odmiany nadwoziowej kompaktowego modelu Kii producent zdecydował się zastosować zupełnie nową koncepcję nadwozia, dokonując również korekty nazwy na Kia Proceed. Studyjną zapowiedzią pojazdu był prototyp Kia Proceed Concept z września 2017 roku, z kolei prezentacja produkcyjnego wariantu odbyła się rok później – we wrześniu 2018 roku.
Samochód porzucił formułę sportowo stylizowanego, 3-drzwiowego hatchbacka na rzecz 5-drzwiowego, sportowo stylizowanego nadwozia stanowiącego nowożytną wizję shooting brake łączącego cechy kombi z coupe.
Pod kątem wizualnym pojazd otrzymał łukowatą linię nadwozia z łagodnie opadającą linią dachu, charakterystyczną srebrną lotką za tylnymi drzwiami, a także wąskimi, owalnymi lampami tylnymi połączonymi świetlistym pasem biegnącym przez całą szerokość nadwozia. Bagażnik jest o 50% większy od 5-drzwiowego hatchbacka.

### Ceed PHEV
We wrześniu 2019 roku gama wariantów napędowych kompaktowego modelu Kii po raz pierwszy została poszerzona o spalinowo-elektryczny wariant hybrydowy ładowany z gniazdka pod nazwą Kia Ceed PHEV. Oferowany wyłącznie jako 5-drzwiowe kombi samochód, wizualnie wyróżnia się zderzakiem zapożyczonym z wariantu Ceed GT i klapką gniazdka do ładowania w lewym błotniku.
Układ napędowy utworzył 1,6-litrowy silnik benzynowy typu GDI o mocy 141 KM, który współpracuje z układem elektrycznym tworzonym przez 8,9 kWh baterię. W ten sposób, samochód jest w stanie przejechać na samym napędzie elektrycznym do 57 kilometrów.

### Restylizacje
Po prezentacji blisko spokrewnionego z trzecią generacją Ceeda crossovera XCeed w czerwcu 2019 roku, po niespełna roku produkcji Kia zdecydowała się przeprowadzić modernizację deski rozdzielczej jesienią tego samego roku. Poczynając od topowego wariantu Ceed PHEV, cała gama Ceeda zapożyczyła węższe nawiewy konsoli centralnej, wyżej umieszczone przyciski i pokrętła pomocnicze wyświetlacza i większy ekran systemu multimedialnego o przekątnej do 10,25 cala.
W lipcu 2021 roku zaprezentowana została Kia Ceed III po kompleksowej modernizacji nadwozia i kabiny pasażerskiej. Na zewnątrz samochód zyskał nowe logotypy producenta stopniowo wdrażane od lutego 2021, przeprojektowany wzór atrapy chłodnicy, większe i inaczej ukształtowane wloty powietrza w zderzaku, a także zmodyfikowane wzory reflektorów z innym układem soczewek i diod LED. Restylizacja przyniosła też nowy wygląd lamp tylnych w topowej odmianie GT-Line wyróżniający się strukturą kilkudziesięciu małych diod LED, a także przeprojektowaną deskę rozdzielczą – zastosowano powiększony ekran systemu multimedialnego, a także zastąpiono przyciski pod nim dotykowymi panelami.

### Wersje wyposażeniowe[45]
- S
- M
- L
- Business Line
- GT
- GT Line
- First Edition

Standardowe wyposażenie podstawowej wersji S pojazdu obejmuje m.in.: 6 poduszek powietrznych, system ABS i ESC, światła do jazdy dziennej wykonane w technologii LED, światła mijania typu projekcyjnego z czujnikiem zmierzchu oraz funkcją automatycznego przełączania pomiędzy światłami drogowymi a mijania, elektryczne sterowanie szyb, elektryczne sterowanie lusterek, zamek centralny z pilotem, alarm, 6-głośnikowy system audio z radioodtwarzaczem CD/MP3 oraz wielofunkcyjną kierownicą, Bluetooth z zestawem głośnomówiącym, klimatyzację, tempomat z ogranicznikiem prędkości, system autonomicznego hamowania (FCA) z dwoma trybami pracy: miejskim i pozamiejskim; system ostrzegania o zmęczeniu kierowcy (DAA), asystenta utrzymania pasa ruchu.
Wersja M dodatkowo wyposażona jest m.in.: w światła przeciwmgłowe z funkcją doświetlania zakrętów, dwustrefową klimatyzację automatyczną z funkcją automatycznego odparowywania przedniej szyby, tylne lampy wykonane w technologii LED z funkcją świateł do jazdy dziennej, 7-calowy ekran dotykowy z funkcją Android Auto lub Apple CarPlay, kamerę i czujniki cofania, skórzane wykończenie wnętrza, elektrochromatyczne lusterko wsteczne, czujnik deszczu, chromowane dodatki wnętrza oraz gniazdo USB.
Wersja L dodatkowo wyposażona została m.in.: w elektryczną regulację podparcia lędźwiowego foteli przednich, materiałowo-skórzaną tapicerkę, 16-calowe alufelgi, elektrycznie składane lusterka zewnętrzne z funkcją kierunkowskazów LED oraz kolorowy wyświetlacz LCD komputera pokładowego o przekątnej 4,2".
Opcjonalnie auto wyposażyć można m.in.: w elektryczny hamulec postojowy z funkcją Auto Hold, system nawigacji satelitarnej z 8 lub 10,25-calowym ekranem dotykowym, tunerem radia DAB, 8-głośnikowym systemem audio firmy JBL wraz z subwooferem oraz centralnym głośnikiem o łącznej mocy 320 W, światła mijania i drogowe wykonane w technologii LED, 17- lub 18-calowe alufelgi, system bezkluczykowy, a także aktywny tempomat z automatyczną regulacją odległości i funkcją Stop & Go, asystenta jazdy w korku, system autonomicznego hamowania z funkcją wykrywania pieszych, system monitorowania martwego pola, a także system monitorowania ruchu pojazdów podczas cofania oraz podgrzewane przednie fotele, dysze spryskiwaczy, kierownicę oraz przednią szybę.

### Silniki[47]
| Silnik                | Pojemność skokowa [cm³] | Moc maksymalna [KM] ([kW]) przy obr./min | Maks. moment obrotowy [Nm] przy obr./min | Układ i liczba cylindrów | Przyśpieszenie (s) 0–100 km/h | Prędkość maksymalna km/h | Spalanie (l/100km) |                    |
| Silniki benzynowe:    | Silniki benzynowe:      | Silniki benzynowe:                       | Silniki benzynowe:                       | Silniki benzynowe:       | Silniki benzynowe:            | Silniki benzynowe:       | Silniki benzynowe: | Silniki benzynowe: |
| --------------------- | ----------------------- | ---------------------------------------- | ---------------------------------------- | ------------------------ | ----------------------------- | ------------------------ | ------------------ | ------------------ |
| 1.0 T-GDI             | 998                     | 120/6000                                 | 172/1500–4000                            | R3                       | 11,1                          | 190                      | 6,5                |                    |
| 1.4 DOHC              | 1368                    | 100/6000                                 | 134/3500                                 | R4                       | 12,6                          | 183                      | 7,9                |                    |
| 1.4 T-GDI             | 1353                    | 140/6000                                 | 242/1500–3200                            | R4                       | 9,1                           | 208                      | 7,0                |                    |
| 1,5 T-GDi             | 1482                    | 160/5500                                 | 253 / 1500 -3500                         | R4                       | 8,4 manual 8,6 automat        | 210                      | 5,8 - 6,4          |                    |
| 1.6 T-GDI             | 1600                    | 204/6000                                 | 265/1500–4500                            | R4                       | 7,5                           | 230                      | 7,2                |                    |
| Silniki wysokoprężne: |                         |                                          |                                          |                          |                               |                          |                    |                    |
| 1.6 CRDi              | 1598                    | 115/4000                                 | 280/1500–2750 DCT: 300/1500-2500         | R4                       | 10,9                          | 192                      | 4,4                |                    |
| 1.6 CRDi              | 1598                    | 136/4000                                 | 280/1500–3000 DCT: 320/2000-2250         | R4                       | 10,1                          | 200                      | 4,5                |                    |

## Zastosowanie

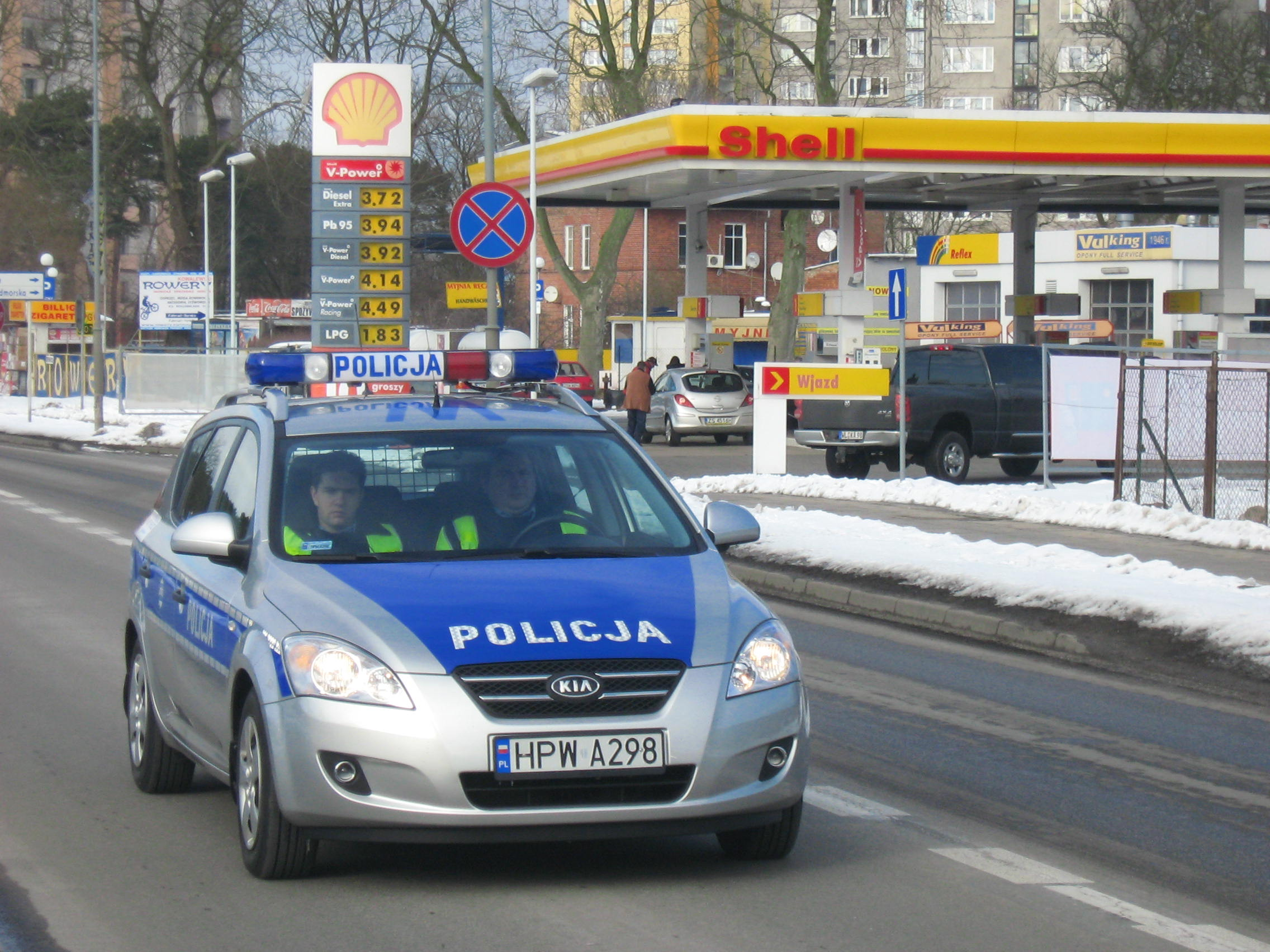
Kia cee’d_sw I polskiej policji

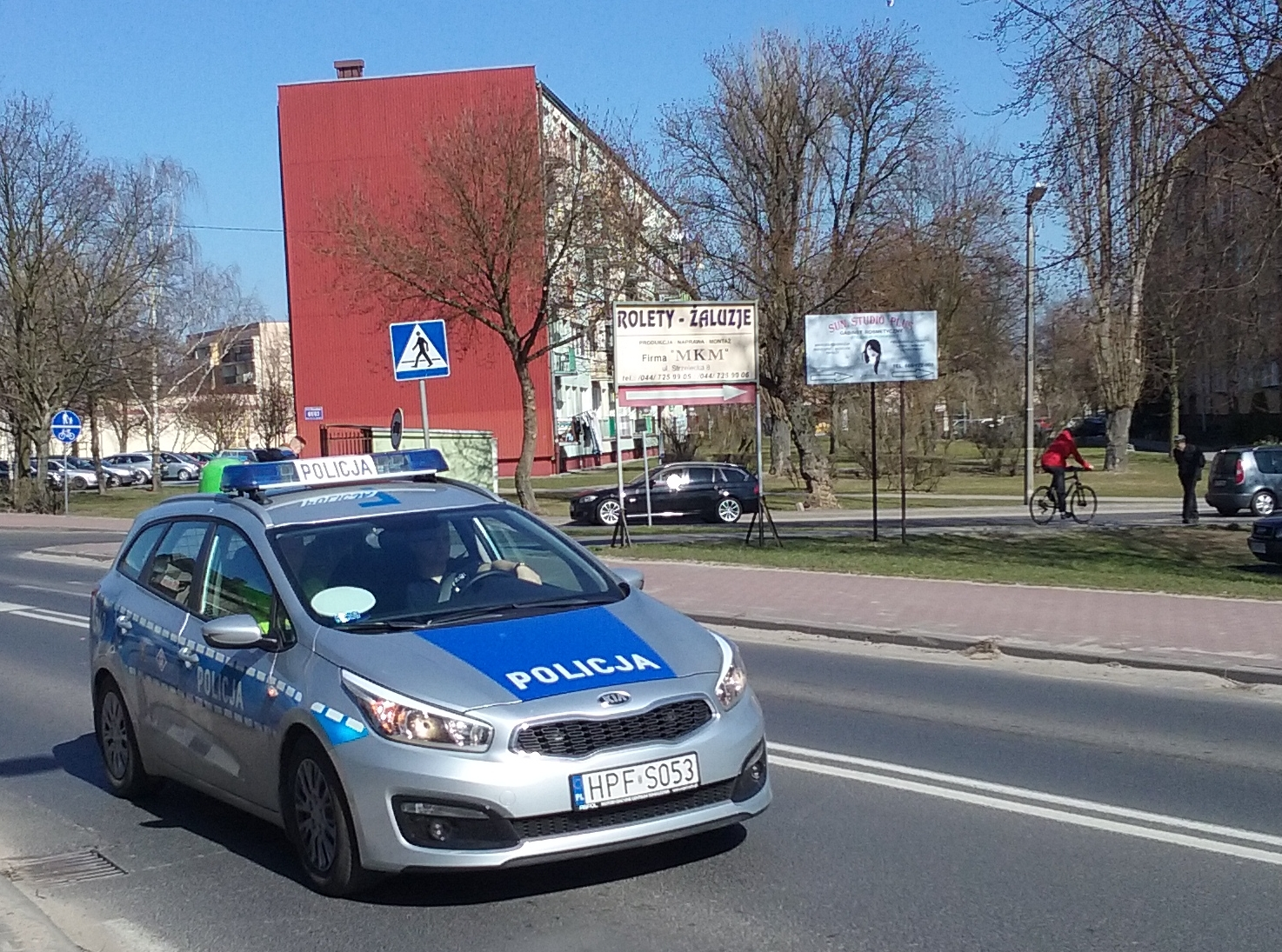
Kia cee’d_sw II polskiej policji

- 27 czerwca 2010 roku, podczas pierwszego odcinka piętnastej serii programu Top Gear, Kia Cee’d została kolejnym po Chevrolecie Lacetti samochodem w konkurencji „Gwiazda w samochodzie za rozsądną cenę”. Prowadzący program Jeremy Clarkson opacznie wymawiając jego nazwę „See Apostrophe Dee” określił go jako jedyny samochód z apostrofem w nazwie. W programie została użyta wersja pojazdu z silnikiem benzynowym o pojemności 1,6 litra (92 kW, 153 Nm) z manualną skrzynią biegów, o minimalnej masie własnej, wynoszącej 1263 kg, o cenie wynoszącej 13 930 £[49]. W 20. odcinku Top Gear została zastąpiona przez Opla Astrę IV.
- Pojazd jest najpopularniejszym radiowozem używanym przez polską policję, najczęściej występującym jako kombi z wysokoprężnym silnikiem CRDI[50].